# Liste des chefs de l'exécutif par État en 2012
La liste des chefs de l'exécutif par État en 2012 s'appuie sur la liste des pays du monde et sur la liste des dirigeants des États, telles qu'elles étaient connues du 1er janvier au 31 décembre 2012. 
La liste principale compte, en 2012, 192 pays internationalement reconnus par l'ONU, plus le Vatican. Des listes additionnelles concernent : les États partiellement reconnus par la communauté internationale, les territoires indépendants de fait, les territoires autonomes ou à administration spéciale et les gouvernements alternatifs ou en exil.
Les chefs de l'exécutif des États exerçant une pleine souveraineté sont principalement les chefs d'État et les chefs de gouvernement :
- Un chef d'État est une personne physique, parfois une personne morale, qui représente symboliquement la continuité et la légitimité de l'État. Diverses fonctions lui sont traditionnellement rattachées : représentation extérieure, promulgation des lois, nomination aux hautes fonctions publiques. Selon le pays, il peut être le plus éminent détenteur du pouvoir exécutif effectif, ou au contraire personnifier le pouvoir suprême exercé en son nom par d'autres personnalités politiques.
- Un chef de gouvernement est une personne physique qui possède le premier ou second rôle de l'exécutif (selon le type de régime politique) et se trouve à la tête du gouvernement c'est-à-dire de l'ensemble des ministres ou secrétaires d'État chargés de responsabilités exécutives.

Dans le cas de territoires autonomes et autres collectivités non souveraines c'est-à-dire dépendant d'un État suzerain, les titres de chef de l'exécutif local sont divers : préfet, bailli, gouverneur, président, etc.
- Haut – A
- B
- C
- D
- E
- F
- G
- H
- I
- J
- K
- L
- M
- N
- O
- P
- Q
- R
- S
- T
- U
- V
- W
- X
- Y
- Z

## A
| Pays                                  | Fonction                                                   | Nom                                 | Depuis le         |
| ------------------------------------- | ---------------------------------------------------------- | ----------------------------------- | ----------------- |
| République islamique d'Afghanistan    | Président de la République                                 | Hamid Karzai                        | 22 décembre 2001  |
| République islamique d'Afghanistan    | Premier vice-président de la République                    | Mohammed Fahim                      | 19 novembre 2009  |
| République islamique d'Afghanistan    | Second vice-président de la République                     | Karim Khalili                       | 7 décembre 2004   |
| Afrique du Sud (voir aussi : §10)     | Président de la République                                 | Jacob Zuma                          | 9 mai 2009        |
| Afrique du Sud (voir aussi : §10)     | Vice-président de la République                            | Kgalema Motlanthe                   | 9 mai 2009        |
| Albanie                               | Présidents de la République (successifs)                   | Bujar Nishani                       | 24 juillet 2012   |
| Albanie                               | Présidents de la République (successifs)                   | Bamir Topi                          | 24 juillet 2007   |
| Albanie                               | Premier ministre                                           | Sali Berisha                        | 11 septembre 2005 |
| Algérie                               | Président de la République                                 | Abdelaziz Bouteflika                | 27 avril 1999     |
| Algérie                               | Premiers ministres (successifs)                            | Abdelmalek Sellal                   | 3 septembre 2012  |
| Algérie                               | Premiers ministres (successifs)                            | Ahmed Ouyahia                       | 23 juin 2008      |
| Allemagne                             | Présidents fédéraux (successifs)                           | Joachim Gauck                       | 18 mars 2012      |
| Allemagne                             | Présidents fédéraux (successifs)                           | Horst Seehofer (par intérim)        | 17 février 2012   |
| Allemagne                             | Présidents fédéraux (successifs)                           | Christian Wulff                     | 30 juin 2010      |
| Allemagne                             | Chancelière fédérale                                       | Angela Merkel                       | 22 novembre 2005  |
| Andorre                               | Coprinces français (successifs)                            | François Hollande                   | 15 mai 2012       |
| Andorre                               | Coprinces français (successifs)                            | Nicolas Sarkozy                     | 16 mai 2007       |
| Andorre                               | Coprince épiscopal                                         | Joan-Enric Vives i Sicília          | 12 mai 2003       |
| Andorre                               | Représentants personnels du coprince français (successifs) | Sylvie Hubac                        | 21 mai 2012       |
| Andorre                               | Représentants personnels du coprince français (successifs) | Christian Frémont                   | 28 juillet 2008   |
| Andorre                               | Représentant personnel du coprince épiscopal (successifs)  | Josep Maria Mauri                   | 20 juillet 2012   |
| Andorre                               | Représentant personnel du coprince épiscopal (successifs)  | Nemesi Marquès Oste                 | 30 juillet 2003   |
| Andorre                               | Syndic général                                             | Vicenç Mateu Zamora                 | 28 avril 2011     |
| Andorre                               | Chef du gouvernement                                       | Antoni Martí                        | 12 mai 2011       |
| Angola                                | Président de la République                                 | José Eduardo dos Santos             | 10 septembre 1979 |
| Angola                                | Vice-présidents de la République (successifs)              | Manuel Domingos Vicente             | 26 septembre 2012 |
| Angola                                | Vice-présidents de la République (successifs)              | Fernando da Piedade Dias dos Santos | 4 février 2010    |
| Antigua-et-Barbuda (voir aussi : §10) | Reine                                                      | Élisabeth II                        | 1er novembre 1981 |
| Antigua-et-Barbuda (voir aussi : §10) | Gouverneur général                                         | Dame Louise Lake-Tack               | 17 juillet 2007   |
| Antigua-et-Barbuda (voir aussi : §10) | Premier ministre                                           | Baldwin Spencer                     | 24 mars 2004      |
| Arabie saoudite                       | Roi                                                        | Abdallah ben Abdelaziz Al Saoud     | 1er août 2005     |
| Arabie saoudite                       | Princes héritiers et vice-premiers ministres (successifs)  | Salmane ben Abdelaziz Al Saoud      | 18 juin 2012      |
| Arabie saoudite                       | Princes héritiers et vice-premiers ministres (successifs)  | Nayef ben Abdelaziz Al Saoud        | 27 novembre 2011  |
| Argentine                             | Présidente de la Nation                                    | Cristina Fernández de Kirchner      | 10 décembre 2007  |
| Argentine                             | Chef du cabinet                                            | Juan Manuel Abal Medina             | 10 décembre 2011  |
| Arménie                               | Président de la République                                 | Serge Sargsian                      | 9 avril 2008      |
| Arménie                               | Premier ministre                                           | Tigran Sargsian                     | 9 avril 2008      |
| Australie (voir aussi : §6)           | Reine                                                      | Élisabeth II                        | 6 février 1952    |
| Australie (voir aussi : §6)           | Gouverneur général                                         | Quentin Bryce                       | 5 septembre 2008  |
| Australie (voir aussi : §6)           | Premier ministre                                           | Julia Gillard                       | 24 juin 2010      |
| Autriche                              | Président de la République                                 | Heinz Fischer                       | 8 juillet 2004    |
| Autriche                              | Chancelier                                                 | Werner Faymann                      | 2 décembre 2008   |
| Azerbaïdjan (voir aussi : §10 et §11) | Président de la République                                 | Ilham Aliev                         | 15 octobre 2003   |
| Azerbaïdjan (voir aussi : §10 et §11) | Premier ministre                                           | Artur Rasizada                      | 6 août 2003       |

## B
| Pays                           | Fonction                                        | Nom                            | Depuis le         |
| ------------------------------ | ----------------------------------------------- | ------------------------------ | ----------------- |
| Bahamas                        | Reine                                           | Élisabeth II                   | 10 juillet 1973   |
| Bahamas                        | Gouverneur général                              | Sir Arthur Foulkes             | 14 avril 2010     |
| Bahamas                        | Premiers ministres (successifs)                 | Perry Christie                 | 7 mai 2012        |
| Bahamas                        | Premiers ministres (successifs)                 | Hubert Ingraham                | 4 mai 2007        |
| Bahreïn                        | Roi                                             | Hamad ben Issa el-Khalifa      | 6 mars 1999       |
| Bahreïn                        | Premier ministre                                | Khalifa ben Salmane el-Khalifa | 19 janvier 1970   |
| Bangladesh                     | Président de la République                      | Zillur Rahman                  | 12 février 2009   |
| Bangladesh                     | Premier ministre                                | Cheikh Hasina Wajed            | 6 janvier 2009    |
| Barbade                        | Reine                                           | Élisabeth II                   | 30 novembre 1966  |
| Barbade                        | Gouverneurs généraux (successifs)               | Sir Elliott Belgrave           | 1er juin 2012     |
| Barbade                        | Gouverneurs généraux (successifs)               | Sandra Mason (par intérim)     | 30 mai 2012       |
| Barbade                        | Gouverneurs généraux (successifs)               | Elliott Belgrave (par intérim) | 1er novembre 2011 |
| Barbade                        | Premier ministre                                | Freundel Stuart                | 23 octobre 2010   |
| Belgique                       | Roi                                             | Albert II                      | 9 août 1993       |
| Belgique                       | Premier ministre                                | Elio Di Rupo                   | 5 décembre 2011   |
| Belize                         | Reine                                           | Élisabeth II                   | 21 septembre 1981 |
| Belize                         | Gouverneur général                              | Sir Colville Young             | 17 novembre 1993  |
| Belize                         | Premier ministre                                | Dean Barrow                    | 8 février 2008    |
| Bénin                          | Président de la République                      | Yayi Boni                      | 6 avril 2006      |
| Bénin                          | Premier ministre                                | Pascal Koupaki                 | 28 mai 2011       |
| Bhoutan                        | Roi                                             | Jigme Khesar Namgyel Wangchuck | 14 décembre 2006  |
| Bhoutan                        | Premier ministre                                | Lyonchen Jigme Thinley         | 9 avril 2008      |
| Biélorussie (voir aussi : §12) | Président                                       | Alexandre Loukachenko          | 20 juillet 1994   |
| Biélorussie (voir aussi : §12) | Premier ministre                                | Mikhaïl Miasnikovitch          | 28 décembre 2010  |
| Birmanie                       | Président de la République                      | Thein Sein                     | 4 février 2011    |
| Birmanie                       | Premiers vice-présidents (successifs)           | Nyan Tun                       | 15 août 2012      |
| Birmanie                       | Premiers vice-présidents (successifs)           | (vacant)                       | 3 mai 2012        |
| Birmanie                       | Premiers vice-présidents (successifs)           | Tin Aung Myint Oo              | 30 mars 2011      |
| Birmanie                       | Second vice-président                           | Sai Mauk Kham                  | 30 mars 2011      |
| Bolivie                        | Président de l'État plurinational               | Evo Morales                    | 22 janvier 2006   |
| Bolivie                        | Vice-président de la République                 | Álvaro García Linera           | 22 janvier 2006   |
| Bosnie-Herzégovine             | Présidents du collège présidentiel (successifs) | Nebojša Radmanović             | 10 novembre 2012  |
| Bosnie-Herzégovine             | Présidents du collège présidentiel (successifs) | Bakir Izetbegović              | 10 mars 2012      |
| Bosnie-Herzégovine             | Présidents du collège présidentiel (successifs) | Željko Komšić                  | 10 juillet 2011   |
| Bosnie-Herzégovine             | Présidents du Conseil (successifs)              | Vjekoslav Bevanda              | 12 janvier 2012   |
| Bosnie-Herzégovine             | Présidents du Conseil (successifs)              | Nikola Špirić                  | 11 janvier 2007   |
| Bosnie-Herzégovine             | Haut Représentant international                 | Valentin Inzko (Autriche)      | 26 mars 2009      |
| Botswana                       | Président de la République                      | Seretse Ian Khama              | 1er avril 2008    |
| Botswana                       | Vice-Présidents de la République (successifs)   | Ponatshego Kedikilwe           | 12 juillet 2012   |
| Botswana                       | Vice-Présidents de la République (successifs)   | Mompati Merafhe                | 1er avril 2008    |
| Brésil                         | Président de la République fédérative           | Dilma Rousseff                 | 1er janvier 2011  |
| Brésil                         | Vice-président de la République fédérative      | Michel Temer                   | 1er janvier 2011  |
| Brunei                         | Sultan                                          | Hassanal Bolkiah               | 5 octobre 1967    |
| Brunei                         | Premier ministre                                | Hassanal Bolkiah               | 1er janvier 1984  |
| Brunei                         | Prince héritier                                 | Al-Muhtadee Billah             | 10 août 1998      |
| Bulgarie                       | Présidents de la République (successifs)        | Rossen Plevneliev              | 22 janvier 2012   |
| Bulgarie                       | Présidents de la République (successifs)        | Gueorgui Parvanov              | 22 janvier 2002   |
| Bulgarie                       | Premier ministre                                | Boïko Borissov                 | 27 juillet 2009   |
| Burkina Faso                   | Président de la République                      | Blaise Compaoré                | 15 octobre 1987   |
| Burkina Faso                   | Premier ministre                                | Luc-Adolphe Tiao               | 18 avril 2011     |
| Burundi                        | Président de la République                      | Pierre Nkurunziza              | 26 août 2005      |
| Burundi                        | Premier Vice-président                          | Thérence Sinunguruza           | 28 août 2010      |
| Burundi                        | Seconde Vice-président                          | Gervais Rufyikiri              | 28 août 2010      |

## C
| Pays                                | Fonction                                                          | Nom                           | Depuis le        |
| ----------------------------------- | ----------------------------------------------------------------- | ----------------------------- | ---------------- |
| Cambodge                            | Roi                                                               | Norodom Sihamoni              | 29 octobre 2004  |
| Cambodge                            | Premier ministre                                                  | Hun Sen                       | 14 janvier 1985  |
| Cameroun                            | Président de la République                                        | Paul Biya                     | 6 novembre 1982  |
| Cameroun                            | Premier ministre                                                  | Philémon Yang                 | 30 juin 2009     |
| Canada                              | Reine                                                             | Élisabeth II                  | 6 février 1952   |
| Canada                              | Gouverneur général                                                | David Johnston                | 1er octobre 2010 |
| Canada                              | Premier ministre                                                  | Stephen Harper                | 6 février 2006   |
| Cap-Vert                            | Président de la République                                        | Jorge Carlos Fonseca          | 21 août 2011     |
| Cap-Vert                            | Premier ministre                                                  | José Maria Neves              | 1er février 2001 |
| Centrafrique                        | Président de la République                                        | François Bozizé               | 15 mars 2003     |
| Centrafrique                        | Premier ministre                                                  | Faustin Archange Touadéra     | 22 janvier 2008  |
| Chili                               | Président de la République                                        | Sebastián Piñera              | 11 mars 2010     |
| Chine (voir aussi : §1, §10 et §12) | Secrétaires généraux du Parti communiste chinois (successifs)     | Xi Jinping                    | 15 novembre 2012 |
| Chine (voir aussi : §1, §10 et §12) | Secrétaires généraux du Parti communiste chinois (successifs)     | Hu Jintao                     | 15 novembre 2002 |
| Chine (voir aussi : §1, §10 et §12) | Président de la République                                        | Hu Jintao                     | 15 mars 2003     |
| Chine (voir aussi : §1, §10 et §12) | Premier ministre                                                  | Wen Jiabao                    | 16 mars 2003     |
| Chypre (voir aussi : §1)            | Président de la République                                        | Dimítris Khristófias          | 28 février 2008  |
| Chypre (voir aussi : §1)            | Vice-président                                                    | (vacant)                      | 14 août 1974     |
| Colombie                            | Président de la République                                        | Juan Manuel Santos            | 7 août 2010      |
| Colombie                            | Vice-président de la République                                   | Angelino Garzón               | 7 août 2010      |
| Comores                             | Président de l'Union                                              | Ikililou Dhoinine             | 26 mai 2011      |
| Comores                             | Premier Vice-président de l'Union                                 | Fouad Mohadji                 | 26 mai 2011      |
| Comores                             | Second Vice-président de l'Union                                  | Mohamed Ali Soilihi           | 26 mai 2011      |
| Comores                             | Troisième Vice-président de l'Union                               | Nourdine Bourhane             | 26 mai 2011      |
| République du Congo                 | Président de la République                                        | Denis Sassou-Nguesso,         | 25 octobre 1997  |
| République démocratique du Congo    | Président de la République                                        | Joseph Kabila                 | 17 janvier 2001  |
| République démocratique du Congo    | Premiers ministres (successifs)                                   | Augustin Matata Ponyo         | 18 avril 2012    |
| République démocratique du Congo    | Premiers ministres (successifs)                                   | Louis Koyagialo (par intérim) | 7 mars 2012      |
| République démocratique du Congo    | Premiers ministres (successifs)                                   | Adolphe Muzito                | 10 octobre 2008  |
| Corée du Nord                       | Chef suprême de la République populaire et démocratique de Corée  | Kim Jong-un                   | 29 décembre 2011 |
| Corée du Nord                       | Secrétaire général du Comité central du Parti du travail de Corée | vacant                        | 17 décembre 2011 |
| Corée du Nord                       | Premier secrétaire du Parti du travail de Corée                   | Kim Jong-un                   | 11 avril 2012    |
| Corée du Nord                       | Président du Comité de défense nationale de Corée du Nord         | vacant                        | 17 décembre 2011 |
| Corée du Nord                       | Premier président du Comité de défense nationale de Corée du Nord | Kim Jong-un                   | 13 avril 2012    |
| Corée du Nord                       | Président du Présidium de l’Assemblée populaire suprême           | Kim Yong-nam                  | 5 septembre 1998 |
| Corée du Nord                       | Premier ministre                                                  | Choe Yong-rim                 | 7 juin 2010      |
| Corée du Sud                        | Président de la République                                        | Lee Myung-bak                 | 25 février 2008  |
| Corée du Sud                        | Premier ministre                                                  | Kim Hwang-sik                 | 1er octobre 2010 |
| Costa Rica                          | Présidente de la République                                       | Laura Chinchilla              | 8 mai 2010       |
| Costa Rica                          | Premier Vice-président de la République                           | Alfio Piva Mesén              | 8 mai 2010       |
| Costa Rica                          | Second Vice-président de la République                            | Luis Liberman Ginsburg        | 8 mai 2010       |
| Côte d'Ivoire                       | Président de la République                                        | Alassane Ouattara             | 4 décembre 2010  |
| Côte d'Ivoire                       | Premiers ministres (successifs)                                   | Daniel Kablan Duncan          | 21 novembre 2012 |
| Côte d'Ivoire                       | Premiers ministres (successifs)                                   | Jeannot Ahoussou-Kouadio      | 13 mars 2012     |
| Côte d'Ivoire                       | Premiers ministres (successifs)                                   | Guillaume Soro                | 4 avril 2007     |
| Croatie                             | Président de la République                                        | Ivo Josipovic                 | 18 février 2010  |
| Croatie                             | Premier ministre                                                  | Zoran Milanović               | 23 décembre 2011 |
| Cuba                                | Secrétaire général du Parti communiste cubain                     | Raúl Castro                   | 19 avril 2011    |
| Cuba                                | Président de la République                                        | Raúl Castro                   | 24 février 2008  |
| Cuba                                | Président du Conseil des ministres                                | Raúl Castro                   | 24 février 2008  |

## D
| Pays                        | Fonction                                      | Nom                           | Depuis le         |
| --------------------------- | --------------------------------------------- | ----------------------------- | ----------------- |
| Danemark (voir aussi : §10) | Reine                                         | Marguerite II                 | 14 janvier 1972   |
| Danemark (voir aussi : §10) | Ministre d’État                               | Helle Thorning-Schmidt        | 2 octobre 2011    |
| Djibouti                    | Président de la République                    | Ismail Omar Guelleh           | 8 mai 1999        |
| Djibouti                    | Premier ministre                              | Dileita Mohamed Dileita       | 4 mars 2001       |
| République dominicaine      | Présidents de la République (successifs)      | Danilo Medina                 | 16 août 2012      |
| République dominicaine      | Présidents de la République (successifs)      | Leonel Fernández              | 16 août 2004      |
| République dominicaine      | Vice-Présidents de la République (successifs) | Margarita Cedeño de Fernández | 16 août 2012      |
| République dominicaine      | Vice-Présidents de la République (successifs) | Rafael Alburquerque           | 16 août 2004      |
| Dominique                   | Présidents de la République (successifs)      | Eliud Williams                | 17 septembre 2012 |
| Dominique                   | Présidents de la République (successifs)      | Nicholas Liverpool            | 2 octobre 2003    |
| Dominique                   | Premier ministre                              | Roosevelt Skerrit             | 8 janvier 2004    |

## E
| Pays                         | Fonction                           | Nom                                                                  | Depuis le        |
| ---------------------------- | ---------------------------------- | -------------------------------------------------------------------- | ---------------- |
| Égypte                       | Chefs d'État d'Égypte (successifs) | Mohamed Morsi (Président de la République)                           | 30 juin 2012     |
| Égypte                       | Chefs d'État d'Égypte (successifs) | Mohamed Hussein Tantaoui (chef du Conseil suprême des forces armées) | 11 février 2011  |
| Égypte                       | Premiers ministres (successifs)    | Hicham Qandil                                                        | 2 août 2012      |
| Égypte                       | Premiers ministres (successifs)    | Kamal al-Ganzouri                                                    | 7 décembre 2011  |
| Émirats arabes unis          | Président                          | Khalifa ben Zayed Al Nahyane                                         | 3 novembre 2004  |
| Émirats arabes unis          | Premier ministre                   | Mohammed ben Rachid Al Maktoum                                       | 5 janvier 2006   |
| Équateur (voir aussi : §10)  | Président de la République         | Rafael Correa                                                        | 15 janvier 2007  |
| Équateur (voir aussi : §10)  | Vice-président de la République    | Lenín Moreno                                                         | 15 janvier 2007  |
| Érythrée                     | Président de l’État                | Issayas Afeworki                                                     | 24 mai 1993      |
| Érythrée                     | Vice-président de l'État           | (vacant)                                                             | 24 mai 1993      |
| Espagne (voir aussi : §10)   | Roi                                | Juan Carlos Ier                                                      | 22 novembre 1975 |
| Espagne (voir aussi : §10)   | Président du gouvernement          | Mariano Rajoy                                                        | 21 décembre 2011 |
| Estonie (voir aussi : §12)   | Président de la République         | Toomas Hendrik Ilves                                                 | 9 octobre 2006   |
| Estonie (voir aussi : §12)   | Premier ministre                   | Andrus Ansip                                                         | 13 avril 2005    |
| États-Unis (voir aussi : §4) | Président                          | Barack Obama                                                         | 20 janvier 2009  |
| États-Unis (voir aussi : §4) | Vice-président des États-Unis      | Joseph Biden                                                         | 20 janvier 2009  |
| Éthiopie                     | Président de la République         | Girma Wolde-Giorgis                                                  | 8 octobre 2001   |
| Éthiopie                     | Premiers ministres (successifs)    | Haile Mariam Dessalegn                                               | 20 août 2012     |
| Éthiopie                     | Premiers ministres (successifs)    | Meles Zenawi                                                         | 23 août 1995     |

## F
| Pays                         | Fonction                                 | Nom                            | Depuis (le)              |
| ---------------------------- | ---------------------------------------- | ------------------------------ | ------------------------ |
| Fidji                        | Président de la République               | Epeli Nailatikau               | 30 juillet 2009          |
| Fidji                        | Premier ministre                         | Frank Bainimarama (intérim)    | 11 avril 2009            |
| Finlande (voir aussi : §10)] | Présidents de la République (successifs) | Sauli Niinistö                 | 1er mars 2012            |
| Finlande (voir aussi : §10)] | Présidents de la République (successifs) | Tarja Halonen                  | 1er mars 2000            |
| Finlande (voir aussi : §10)] | Premier ministre                         | Jyrki Katainen                 | 22 juin 2011             |
| France (voir aussi : §3)     | Présidents de la République (successifs) | François Hollande              | 15 mai 2012              |
| France (voir aussi : §3)     | Présidents de la République (successifs) | Nicolas Sarkozy                | 16 mai 2007              |
| France (voir aussi : §3)     | Premiers ministres (successifs)          | Manuel Valls Jean-Marc Ayrault | 31 mars 2014 15 mai 2012 |
| France (voir aussi : §3)     | Premiers ministres (successifs)          | François Fillon                | 17 mai 2007              |

## G
| Pays                                  | Fonction                                      | Nom                                                                                                   | Depuis (le)      |
| ------------------------------------- | --------------------------------------------- | --- | ---------------- |
| Gabon                                 | Président de la République                    | Ali Bongo Ondimba                                                                                     | 16 octobre 2009  |
| Gabon                                 | Premiers ministres (successifs)               | Raymond Ndong Sima                                                                                    | 27 février 2012  |
| Gabon                                 | Premiers ministres (successifs)               | Paul Biyoghe Mba                                                                                      | 17 juillet 2009  |
| Gambie                                | Président de la République                    | Yahya Jammeh                                                                                          | 22 juillet 1994  |
| Gambie                                | Vice-présidente de la République              | Isatou Njie Saidy                                                                                     | 20 mars 1997     |
| Géorgie (voir aussi : §1, §10 et §12) | Président                                     | Mikheil Saakachvili                                                                                   | 20 janvier 2008  |
| Géorgie (voir aussi : §1, §10 et §12) | Premiers ministres (successifs)               | Bidzina Ivanichvili                                                                                   | 25 octobre 2012  |
| Géorgie (voir aussi : §1, §10 et §12) | Premiers ministres (successifs)               | Ivane Merabichvili                                                                                    | 12 juillet 2012  |
| Géorgie (voir aussi : §1, §10 et §12) | Premiers ministres (successifs)               | Nika Guilaouri                                                                                        | 6 février 2009   |
| Ghana                                 | Présidents de la République (successifs)      | John Dramani Mahama                                                                                   | 24 juillet 2012  |
| Ghana                                 | Présidents de la République (successifs)      | John Atta-Mills                                                                                       | 7 janvier 2009   |
| Ghana                                 | Vice-présidents de la République (successifs) | Kwesi Amissah-Arthur                                                                                  | 31 juillet 2012  |
| Ghana                                 | Vice-présidents de la République (successifs) | (vacant)                                                                                              | 24 juillet 2012  |
| Ghana                                 | Vice-présidents de la République (successifs) | John Dramani Mahama                                                                                   | 7 janvier 2009   |
| Grèce (voir aussi : §10)              | Président de la République                    | Károlos Papoúlias                                                                                     | 12 mars 2005     |
| Grèce (voir aussi : §10)              | Premiers ministres (successifs)               | Antonis Samaras                                                                                       | 20 juin 2012     |
| Grèce (voir aussi : §10)              | Premiers ministres (successifs)               | Panagiótis Pikramménos (premier ministre de transition)                                               | 16 mai 2012      |
| Grèce (voir aussi : §10)              | Premiers ministres (successifs)               | Loukás Papadímos                                                                                      | 11 novembre 2011 |
| Grenade (voir aussi : §10)            | Reine                                         | Élisabeth II                                                                                          | 7 février 1974   |
| Grenade (voir aussi : §10)            | Gouverneur général                            | Carlyle Glean                                                                                         | 27 novembre 2008 |
| Grenade (voir aussi : §10)            | Premier ministre                              | Tillman Thomas                                                                                        | 9 juillet 2008   |
| Guatemala                             | Présidents de la République (successifs)      | Otto Pérez Molina                                                                                     | 14 janvier 2012  |
| Guatemala                             | Présidents de la République (successifs)      | Álvaro Colom                                                                                          | 14 janvier 2008  |
| Guatemala                             | Vice-présidents de la République (successifs) | Roxana Baldetti                                                                                       | 14 janvier 2012  |
| Guatemala                             | Vice-présidents de la République (successifs) | Rafael Espada                                                                                         | 14 janvier 2008  |
| Guinée                                | Président de la République                    | Alpha Condé                                                                                           | 21 décembre 2010 |
| Guinée                                | Premier ministre                              | Mohamed Saïd Fofana                                                                                   | 24 décembre 2010 |
| Guinée-Bissau                         | Chefs d'État de Guinée-Bissau (successifs)    | Manuel Serifo Nhamadjo (Président de la République transitoire)                                       | 11 mai 2012      |
| Guinée-Bissau                         | Chefs d'État de Guinée-Bissau (successifs)    | Mamadu Ture Kuruma (Président du Conseil de commandement militaire de la République de Guinée-Bissau) | 20 avril 2012    |
| Guinée-Bissau                         | Chefs d'État de Guinée-Bissau (successifs)    | Manuel Serifo Nhamadjo (Président de la République par intérim)                                       | 19 avril 2012    |
| Guinée-Bissau                         | Chefs d'État de Guinée-Bissau (successifs)    | Mamadu Ture Kuruma (Président du Conseil de commandement militaire de la République de Guinée-Bissau) | 12 avril 2012    |
| Guinée-Bissau                         | Chefs d'État de Guinée-Bissau (successifs)    | Raimundo Pereira (Président de la République par intérim)                                             | 9 janvier 2012   |
| Guinée-Bissau                         | Chefs d'État de Guinée-Bissau (successifs)    | Malam Bacai Sanhá (Président de la République)                                                        | 8 septembre 2009 |
| Guinée-Bissau                         | Premiers ministres (successifs)               | Rui Duarte de Barros (transitoire)                                                                    | 16 mai 2012      |
| Guinée-Bissau                         | Premiers ministres (successifs)               | (vacant)                                                                                              | 12 avril 2009    |
| Guinée-Bissau                         | Premiers ministres (successifs)               | Adiato Djaló Nandigna (par intérim)                                                                   | 10 février 2012  |
| Guinée-Bissau                         | Premiers ministres (successifs)               | Carlos Gomes Júnior                                                                                   | 2 janvier 2009   |
| Guinée équatoriale                    | Président de la République                    | Teodoro Obiang Nguema Mbasogo                                                                         | 3 août 1979      |
| Guinée équatoriale                    | Premiers ministres (successifs)               | Vicente Ehate Tomi                                                                                    | 18 mai 2012      |
| Guinée équatoriale                    | Premiers ministres (successifs)               | Ignacio Milam Tang                                                                                    | 8 juillet 2008   |
| Guyana                                | Président de la République                    | Donald Ramotar                                                                                        | 3 décembre 2011  |
| Guyana                                | Premier ministre                              | Sam Hinds                                                                                             | 11 août 1999     |

## H
| Pays     | Fonction                                  | Nom                         | Depuis (le)     |
| -------- | ----------------------------------------- | --------------------------- | --------------- |
| Haïti    | Président de la République                | Joseph Michel Martelly      | 14 mai 2011     |
| Haïti    | Premiers ministres (successifs)           | Laurent Lamothe             | 16 mai 2012     |
| Haïti    | Premiers ministres (successifs)           | Garry Conille               | 18 octobre 2011 |
| Honduras | Président de la République                | Porfirio Lobo Sosa          | 27 janvier 2010 |
| Honduras | Première Vice-présidente de la République | María Antonieta de Bográn   | 27 janvier 2010 |
| Honduras | Second Vice-président de la République    | Samuel Armando Reyes Rendon | 27 janvier 2010 |
| Honduras | Troisième Vice-président de la République | Victor Hugo Barnica         | 27 janvier 2010 |
| Hongrie  | Présidents de la République (successifs)  | János Áder                  | 10 mai 2012     |
| Hongrie  | Présidents de la République (successifs)  | László Kövér (par intérim)  | 2 avril 2012    |
| Hongrie  | Présidents de la République (successifs)  | Pál Schmitt                 | 6 août 2010     |
| Hongrie  | Ministre-président                        | Viktor Orbán                | 29 mai 2010     |

## I
| Pays                              | Fonction                                 | Nom                      | Depuis (le)      |
| --------------------------------- | ---------------------------------------- | ------------------------ | ---------------- |
| Inde (voir aussi : §11)           | Présidents de la République (successifs) | Pranab Mukherjee         | 25 juillet 2012  |
| Inde (voir aussi : §11)           | Présidents de la République (successifs) | Pratibha Patil           | 25 juillet 2007  |
| Inde (voir aussi : §11)           | Premier ministre                         | Manmohan Singh           | 22 mai 2004      |
| Indonésie (voir aussi : §12)      | Président de la République               | Susilo Bambang Yudhoyono | 20 octobre 2004  |
| Indonésie (voir aussi : §12)      | Vice-président de la République          | Boediono                 | 20 octobre 2009  |
| Irak (voir aussi : §10)           | Président de la République               | Jalal Talabani           | 7 avril 2005     |
| Irak (voir aussi : §10)           | Premier ministre                         | Nouri al-Maliki          | 20 mai 2006      |
| Iran                              | Guide de la révolution                   | Ali Khamenei             | 4 juin 1989      |
| Iran                              | Président de la République               | Hassan Rohani            | 3 août 2013      |
| Irlande                           | Président                                | Michael D. Higgins       | 11 novembre 2011 |
| Irlande                           | Premier ministre                         | Enda Kenny               | 9 mars 2011      |
| Islande                           | Président                                | Ólafur Ragnar Grímsson   | 1er août 1996    |
| Islande                           | Premier ministre                         | Johanna Sigurdardottir   | 1er février 2009 |
| Israël (voir aussi : §1 et §12) ) | Président de l’État                      | Shimon Peres             | 15 juillet 2007  |
| Israël (voir aussi : §1 et §12) ) | Premier ministre                         | Benyamin Netanyahou      | 31 mars 2009     |
| Italie                            | Président de la République               | Giorgio Napolitano       | 15 mai 2006      |
| Italie                            | Président du Conseil                     | Mario Monti              | novembre 2011    |

## J
| Pays     | Fonction                        | Nom                   | Depuis (le)      |
| -------- | ------------------------------- | --------------------- | ---------------- |
| Jamaïque | Reine                           | Élisabeth II          | 6 août 1962      |
| Jamaïque | Gouverneur général              | Patrick Allen         | 26 février 2009  |
| Jamaïque | Premiers ministres (successifs) | Portia Simpson Miller | 5 janvier 2012   |
| Jamaïque | Premiers ministres (successifs) | Andrew Holness        | 23 octobre 2011  |
| Japon    | Empereur                        | Akihito               | 7 janvier 1989   |
| Japon    | Premiers ministres (successifs) | Shinzō Abe            | 26 décembre 2012 |
| Japon    | Premiers ministres (successifs) | Yoshihiko Noda        | 30 août 2011     |
| Jordanie | Roi                             | Abdallah II           | 7 février 1999   |
| Jordanie | Premiers ministre (successifs)  | Abdullah Ensour       | 11 octobre 2012  |
| Jordanie | Premiers ministre (successifs)  | Fayez al-Tarawneh     | 2 mai 2012       |
| Jordanie | Premiers ministre (successifs)  | Aoun Khassawneh       | 24 octobre 2011  |

## K
| Pays        | Fonction                         | Nom                                | Depuis (le)        |
| ----------- | -------------------------------- | ---------------------------------- | ------------------ |
| Kazakhstan  | Président de la République       | Noursoultan Nazarbaïev             | 24 avril 1990      |
| Kazakhstan  | Premiers ministres (successifs)  | Serik Akhmetov                     | 24 septembre 2012  |
| Kazakhstan  | Premiers ministres (successifs)  | Karim Massimov                     | 10 janvier 2007    |
| Kenya       | Président de la République       | Mwai Kibaki                        | 30 décembre 2002   |
| Kenya       | Premier ministre                 | Raila Odinga                       | 17 avril 2008      |
| Kirghizstan | Présidente de la République      | Almazbek Atambaïev                 | 30 octobre 2011    |
| Kirghizstan | Premiers ministres (successifs)  | Zhantoro Satybaldiyev              | 5 septembre 2012   |
| Kirghizstan | Premiers ministres (successifs)  | Aaly Karashev (par intérim)        | 1er septembre 2012 |
| Kirghizstan | Premiers ministres (successifs)  | Omurbek Babanov                    | 1er décembre 2011  |
| Kiribati    | Président de la République       | Anote Tong                         | 10 juillet 2003    |
| Kiribati    | Vice-présidente de la République | Teima Onorio                       | 10 juillet 2003    |
| Koweït      | Émir                             | Sabah el-Ahmed el-Jaber el-Sabah   | 29 janvier 2006    |
| Koweït      | Premier ministre                 | Jaber Al-Mubarak Al-Hamad Al-Sabah | 4 décembre 201     |

## L
| Pays                     | Fonction                                                  | Nom                                                                         | Depuis (le)      |
| ------------------------ | --------------------------------------------------------- | --------------------------------------------------------------------------- | ---------------- |
| Laos                     | Secrétaire général du Parti révolutionnaire populaire lao | Choummaly Sayasone                                                          | 21 mars 2006     |
| Laos                     | Président de la République                                | Choummaly Sayasone                                                          | 8 juin 2006      |
| Laos                     | Premier ministre                                          | Thongsing Thammavong                                                        | 23 décembre 2010 |
| Lesotho                  | Roi                                                       | Letsie III                                                                  | 7 février 1996   |
| Lesotho                  | Premiers ministres (successifs)                           | Tom Thabane                                                                 | 8 juin 2012      |
| Lesotho                  | Premiers ministres (successifs)                           | Pakalitha Mosisili                                                          | 23 mai 1998      |
| Lettonie                 | Président de la République                                | Andris Bērziņš                                                              | 8 juillet 2011   |
| Lettonie                 | Premier ministre                                          | Valdis Dombrovskis                                                          | 12 mars 2009     |
| Liban                    | Président de la République                                | Michel Sleimane                                                             | 25 mai 2008      |
| Liban                    | Premier ministre                                          | Najib Mikati                                                                | 13 juin 2011     |
| Liberia                  | Présidente de la République                               | Ellen Johnson-Sirleaf                                                       | 16 janvier 2006  |
| Liberia                  | Vice-président de la République                           | Joseph Boakai                                                               | 16 janvier 2006  |
| Libye (voir aussi : §10) | Chefs d'État libyens (successifs)                         | Mohamed Youssef al-Magariaf (Président du Congrès National Général)         | 9 août 2012      |
| Libye (voir aussi : §10) | Chefs d'État libyens (successifs)                         | Muhammad Ali Salim (Président par intérim du Congrès National Général)      | 8 août 2012      |
| Libye (voir aussi : §10) | Chefs d'État libyens (successifs)                         | Moustafa Abdel Jalil (Président du Conseil national de transition de Libye) | 23 août 2011     |
| Libye (voir aussi : §10) | Premiers ministres (successifs)                           | Ali Zeidan                                                                  | 31 octobre 2012  |
| Libye (voir aussi : §10) | Premiers ministres (successifs)                           | Abdel Rahim Al-Kib (par intérim)                                            | 24 novembre 2011 |
| Liechtenstein            | Prince souverain                                          | Hans Adam II                                                                | 13 novembre 1989 |
| Liechtenstein            | Prince souverain                                          | Prince Aloïs (régent)                                                       | 15 août 2004     |
| Liechtenstein            | Chef du gouvernement                                      | Klaus Tschütscher                                                           | 25 mars 2009     |
| Lituanie                 | Présidente de la République                               | Dalia Grybauskaitė                                                          | 12 juillet 2009  |
| Lituanie                 | Premier ministre                                          | Algirdas Butkevičius                                                        | 12 décembre 2012 |
| Lituanie                 | Premier ministre                                          | Andrius Kubilius                                                            | 27 novembre 2008 |
| Luxembourg               | Grand-duc                                                 | Henri                                                                       | 7 octobre 2000   |
| Luxembourg               | Premier ministre                                          | Jean-Claude Juncker                                                         | 1er janvier 1995 |

## M
| Pays                               | Fonction                                      | Nom | Depuis (le)                      |
| ---------------------------------- | --------------------------------------------- | --- | -------------------------------- |
| Macédoine                          | Président de la République                    | Gjorge Ivanov | 12 mai 2009                      |
| Macédoine                          | Premier ministre                              | Nikola Gruevski | 27 août 2006                     |
| Madagascar                         | Président de la Transition                    | Andry Rajoelina | 17 mars 2009                     |
| Madagascar                         | Premier ministre                              | Omer Beriziky | 2 novembre 2011                  |
| Malaisie                           | Roi                                           | Abdul Halim Muadzam Shah | 13 décembre 2011                 |
| Malaisie                           | Premier ministre                              | Datuk Seri Najib Tun Razak | 3 avril 2009                     |
| Malawi                             | Présidents de la République (successifs)      | Joyce Banda | 7 avril 2012                     |
| Malawi                             | Présidents de la République (successifs)      | Bingu wa Mutharika | 24 mai 2004                      |
| Malawi                             | Vice-présidents de la République (successifs) | Khumbo Kachali | 13 avril 2012                    |
| Malawi                             | Vice-présidents de la République (successifs) | Joyce Banda | 22 mai 2009                      |
| Maldives                           | Présidents de la République (successifs)      | Mohammed Waheed Hassan | 7 février 2012                   |
| Maldives                           | Présidents de la République (successifs)      | Mohamed Nasheed | 11 novembre 2008                 |
| Maldives                           | Vice-présidents de la République (successifs) | Mohammed Waheed Deen | 15 février 2012                  |
| Maldives                           | Vice-présidents de la République (successifs) | Mohammed Waheed Hassan | 11 novembre 2008                 |
| Mali (voir aussi : §11)            | Chefs d'État du Mali (successifs)             | Dioncounda Traoré (Président de la République par intérim)                                                                                    | 12 avril 2012                    |
| Mali (voir aussi : §11)            | Chefs d'État du Mali (successifs)             | Amadou Haya Sanogo (Président du Comité national pour le redressement de la démocratie et la restauration de l'État de la République du Mali) | 22 mars 2012                     |
| Mali (voir aussi : §11)            | Chefs d'État du Mali (successifs)             | Amadou Toumani Touré (Président de la République)                                                                                             | 8 juin 2002                      |
| Mali (voir aussi : §11)            | Premiers ministres (successifs)               | Django Sissoko (par intérim) | 11 décembre 2012                 |
| Mali (voir aussi : §11)            | Premiers ministres (successifs)               | Modibo Diarra (par intérim) | 17 avril 2012                    |
| Mali (voir aussi : §11)            | Premiers ministres (successifs)               | (vacant) | 22 mars 2012                     |
| Mali (voir aussi : §11)            | Premiers ministres (successifs)               | Cissé Mariam Kaïdama Sidibé | 3 avril 2011                     |
| Malte                              | Président                                     | George Abela | 4 avril 2009                     |
| Malte                              | Premier ministre                              | Lawrence Gonzi | 12 avril 2003                    |
| Maroc (voir aussi : §1)            | Roi                                           | Mohammed VI | 23 juillet 1999                  |
| Maroc (voir aussi : §1)            | Chef du gouvernement                          | Abdelilah Benkirane | 29 novembre 2011                 |
| Îles Marshall                      | Présidents de la République (successifs)      | Christopher Loeak | 10 janvier 2012                  |
| Îles Marshall                      | Présidents de la République (successifs)      | Jurelang Zedkaia | 2 novembre 2009                  |
| Maurice (voir aussi : §10)         | Présidents de la République (successifs)      | Rajkeswur Purryag | 21 juillet 2012                  |
| Maurice (voir aussi : §10)         | Présidents de la République (successifs)      | Monique Ohsan Bellepeau (par intérim) | 31 mars 2012                     |
| Maurice (voir aussi : §10)         | Présidents de la République (successifs)      | Anerood Jugnauth | 7 octobre 2003                   |
| Maurice (voir aussi : §10)         | Premier ministre                              | Navin Ramgoolam | 5 juillet 2005                   |
| Mauritanie                         | Président de la République                    | Moulaye Ould Mohamed Laghdhaf (par intérim)                                                                                                   | 14 octobre 2012-24 novembre 2012 |
| Mauritanie                         | Président de la République                    | Mohamed Ould Abdel Aziz | 5 août 2009                      |
| Mauritanie                         | Premier ministre                              | Moulaye Ould Mohamed Laghdhaf | 14 août 2008                     |
| Mexique                            | Présidents de la République (successifs)      | Enrique Peña Nieto | 1er décembre 2012                |
| Mexique                            | Présidents de la République (successifs)      | Felipe Calderón | 1er décembre 2006                |
| États fédérés de Micronésie        | Président de la République                    | Manny Mori | 11 mai 2007                      |
| États fédérés de Micronésie        | Vice-président de la République               | Alik L. Alik | 11 mai 2007                      |
| Moldavie (voir aussi : §10 et §11) | Présidents de la République (successifs)      | Nicolae Timofti | 23 mars 2012                     |
| Moldavie (voir aussi : §10 et §11) | Présidents de la République (successifs)      | Marian Lupu (par intérim) | 30 décembre 2010                 |
| Moldavie (voir aussi : §10 et §11) | Premier ministre                              | Vlad Filat | 25 septembre 2009                |
| Monaco                             | Prince souverain                              | Albert II | 6 avril 2005                     |
| Monaco                             | Ministre d’État                               | Michel Roger | 29 mars 2010                     |
| Mongolie                           | Président de la République                    | Tsakhiagiyn Elbegdorj | 18 juin 2009                     |
| Mongolie                           | Premiers ministres (successifs)               | Norovyn Altankhuyag | 10 août 2012                     |
| Mongolie                           | Premiers ministres (successifs)               | Sükhbaataryn Batbold | 29 octobre 2009                  |
| Monténégro                         | Président de la République                    | Filip Vujanović | 22 mai 2003                      |
| Monténégro                         | Présidents du gouvernement (successifs)       | Milo Đukanović | 4 décembre 2012                  |
| Monténégro                         | Présidents du gouvernement (successifs)       | Igor Lukšić | 29 décembre 2010                 |
| Mozambique                         | Président de la République                    | Armando Guebuza | 2 février 2005                   |
| Mozambique                         | Premiers ministres (successifs)               | Alberto Vaquina | 8 octobre 2012                   |
| Mozambique                         | Premiers ministres (successifs)               | Aires Ali | 16 janvier 2010                  |

## N
| Pays                               | Fonction                                      | Nom                              | Depuis (le)      |
| ---------------------------------- | --------------------------------------------- | -------------------------------- | ---------------- |
| Namibie                            | Président de la République                    | Hifikepunye Pohamba              | 21 mars 2005     |
| Namibie                            | Premiers ministres (successifs)               | Hage Geingob                     | 4 décembre 2012  |
| Namibie                            | Premiers ministres (successifs)               | Nahas Angula                     | 21 mars 2005     |
| Nauru                              | Président de la République                    | Sprent Dabwido                   | 15 novembre 2011 |
| Népal                              | Président de la République                    | Ram Baran Yadav                  | 23 juillet 2008  |
| Népal                              | Premier ministre                              | Baburam Bhattarai                | 28 août 2011     |
| Nicaragua                          | Président de la République                    | Daniel Ortega                    | 10 janvier 2007  |
| Nicaragua                          | Vice-présidents de la République (successifs) | Moises Omar Halleslevens Acevedo | 10 janvier 2012  |
| Nicaragua                          | Vice-présidents de la République (successifs) | Jaime Morales Carazo             | 10 janvier 2007  |
| Niger                              | Président                                     | Mahamadou Issoufou               | 7 avril 2011     |
| Niger                              | Premier ministre                              | Brigi Rafini                     | 7 avril 2011     |
| Nigeria                            | Président de la République                    | Goodluck Jonathan                | 9 février 2010   |
| Nigeria                            | Vice-président de la République               | Namadi Sambo                     | 19 mai 2010      |
| Norvège (voir aussi : §8)          | Roi                                           | Harald V                         | 17 janvier 1991  |
| Norvège (voir aussi : §8)          | Premier ministre                              | Jens Stoltenberg                 | 17 octobre 2005  |
| Nouvelle-Zélande (voir aussi : §9) | Reine                                         | Élisabeth II                     | 6 février 1952   |
| Nouvelle-Zélande (voir aussi : §9) | Gouverneur général                            | Jerry Mateparae                  | 31 août 2011     |
| Nouvelle-Zélande (voir aussi : §9) | Premier ministre                              | John Key                         | 19 novembre 2008 |

## O
| Pays                           | Fonction                   | Nom                | Depuis (le)      |
| ------------------------------ | -------------------------- | ------------------ | ---------------- |
| Oman                           | Sultan                     | Qabous ben Saïd    | 23 juillet 1970  |
| Oman                           | Premier ministre           | Qabous ben Saïd    | 2 janvier 1972   |
| Ouganda                        | Président de la République | Yoweri Museveni    | 29 janvier 1986  |
| Ouganda                        | Premier ministre           | Amama Mbabazi      | 25 mai 2011      |
| Ouzbékistan (voir aussi : §10) | Président de la République | Islam Karimov      | 24 mars 1990     |
| Ouzbékistan (voir aussi : §10) | Premier ministre           | Shavkat Mirziyoyev | 12 décembre 2003 |

## P
| Pays                                         | Fonction                                      | Nom                  | Depuis (le)                                 |
| -------------------------------------------- | --------------------------------------------- | -------------------- | ------------------------------------------- |
| Pakistan (voir aussi : §11)                  | Président de la république                    | Asif Ali Zardari     | 9 septembre 2008                            |
| Pakistan (voir aussi : §11)                  | Premiers ministres (successifs)               | Raja Pervez Ashraf   | 22 juin 2012                                |
| Pakistan (voir aussi : §11)                  | Premiers ministres (successifs)               | (vacant)             | 19 juin 2012                                |
| Pakistan (voir aussi : §11)                  | Premiers ministres (successifs)               | Youssouf Raza Gilani | 25 mars 2008                                |
| Palaos                                       | Président de la République                    | Johnson Toribiong    | 15 janvier 2009                             |
| Palaos                                       | Vice-président de la République               | Kerai Mariur         | 15 janvier 2009                             |
| Panama                                       | Président de la République                    | Ricardo Martinelli   | 1er juillet 2009                            |
| Panama                                       | Vice-président de la République               | Juan Carlos Varela   | 1er juillet 2009                            |
| Papouasie-Nouvelle-Guinée (voir aussi : §10) | Reine                                         | Élisabeth II         | 16 septembre 1975                           |
| Papouasie-Nouvelle-Guinée (voir aussi : §10) | Gouverneur général                            | Michael Ogio         | 20 décembre 2010                            |
| Papouasie-Nouvelle-Guinée (voir aussi : §10) | Premiers ministres                            | Peter O’Neill        | 2 août 2011                                 |
| Papouasie-Nouvelle-Guinée (voir aussi : §10) | Premiers ministres                            | Sir Michael Somare   | corevendcateur 14 décembre 2011-3 août 2012 |
| Paraguay                                     | Présidents de la République (successifs)      | Federico Franco      | 22 juin 2012                                |
| Paraguay                                     | Présidents de la République (successifs)      | Fernando Lugo        | 15 août 2008                                |
| Paraguay                                     | Vice-présidents de la République (successifs) | José Altamirano      | 22 juin 2012                                |
| Paraguay                                     | Vice-présidents de la République (successifs) | Federico Franco      | 15 août 2008                                |
| Pays-Bas (voir aussi : §7)                   | Reine                                         | Beatrix              | 30 avril 1980                               |
| Pays-Bas (voir aussi : §7)                   | Premier ministre                              | Mark Rutte           | 14 octobre 2010                             |
| Pérou                                        | Président de la République                    | Ollanta Humala       | 28 juillet 2011                             |
| Pérou                                        | Premiers ministres (successifs)               | Juan Jiménez         | 23 juillet 2012                             |
| Pérou                                        | Premiers ministres (successifs)               | Oscar Valdés         | 11 décembre 2011                            |
| Philippines (voir aussi : §10)               | Président de la République                    | Benigno Aquino III   | 30 juin 2010                                |
| Philippines (voir aussi : §10)               | Vice-président de la République               | Jejomar Binay        | 30 juin 2010                                |
| Pologne                                      | Président de la République                    | Bronisław Komorowski | 6 août 2010                                 |
| Pologne                                      | Président du Conseil                          | Donald Tusk          | 16 novembre 2007                            |
| Portugal (voir aussi : §10)                  | Président de la République                    | Aníbal Cavaco Silva  | 9 mars 2006                                 |
| Portugal (voir aussi : §10)                  | Premier ministre                              | Pedro Passos Coelho  | 21 juin 2011                                |

## Q
| Pays  | Fonction         | Nom                        | Depuis (le)  |
| ----- | ---------------- | -------------------------- | ------------ |
| Qatar | Émir             | Hamad ben Khalifa el-Thani | 27 juin 1995 |
| Qatar | Premier ministre | Hamad ben Jaber el-Thani   | 3 avril 2007 |

## R
| Pays                          | Fonction                        | Nom                           | Depuis (le)             |
| ----------------------------- | ------------------------------- | ----------------------------- | ----------------------- |
| Roumanie                      | Présidents                      | Crin Antonescu (par intérim)  | 10 juillet-27 août 2012 |
| Roumanie                      | Présidents                      | Traian Băsescu                | 20 décembre 2004        |
| Roumanie                      | Premiers ministres (successifs) | Victor Ponta                  | 7 mai 2012              |
| Roumanie                      | Premiers ministres (successifs) | Mihai Răzvan Ungureanu        | 9 février 2012          |
| Roumanie                      | Premiers ministres (successifs) | Cătălin Predoiu (par intérim) | 6 février 2012          |
| Roumanie                      | Premiers ministres (successifs) | Emil Boc                      | 22 décembre 2008        |
| Royaume-Uni (voir aussi : §4) | Reine                           | Élisabeth II                  | 6 février 1952          |
| Royaume-Uni (voir aussi : §4) | Premier ministre                | David Cameron                 | 11 mai 2010             |
| Russie (voir aussi : §12)     | Présidents (successifs)         | Vladimir Poutine              | 7 mai 2012              |
| Russie (voir aussi : §12)     | Présidents (successifs)         | Dmitri Medvedev               | 7 mai 2008              |
| Russie (voir aussi : §12)     | Premiers ministres (successifs) | Dmitri Medvedev               | 8 mai 2012              |
| Russie (voir aussi : §12)     | Premiers ministres (successifs) | Viktor Zoubkov (par intérim)  | 7 mai 2012              |
| Russie (voir aussi : §12)     | Premiers ministres (successifs) | Vladimir Poutine              | 8 mai 2008              |
| Rwanda                        | Président de la République      | Paul Kagame                   | 24 mars 2000            |
| Rwanda                        | Premier ministre                | Pierre-Damien Habumuremyi     | 7 octobre 2011          |

## S
| Pays                                          | Fonction                                     | Nom                                            | Depuis (le)        |
| --------------------------------------------- | -------------------------------------------- | ---------------------------------------------- | ------------------ |
| Saint-Christophe-et-Niévès (voir aussi : §10) | Reine                                        | Élisabeth II                                   | 19 septembre 1983  |
| Saint-Christophe-et-Niévès (voir aussi : §10) | Gouverneur général                           | Cuthbert Sebastian                             | 1er janvier 1996   |
| Saint-Christophe-et-Niévès (voir aussi : §10) | Premier ministre                             | Denzil Douglas                                 | 6 juillet 1995     |
| Sainte-Lucie                                  | Reine                                        | Élisabeth II                                   | 22 février 1979    |
| Sainte-Lucie                                  | Gouverneur général                           | Dame Pearlette Louisy                          | 17 septembre 1997  |
| Sainte-Lucie                                  | Premier ministre                             | Kenny Anthony                                  | 30 novembre 2011   |
| Saint-Marin                                   | Capitaines-régents (successifs)              | Teodoro Lonfernini et Denise Bronzetti         | 1er octobre 2012   |
| Saint-Marin                                   | Capitaines-régents (successifs)              | Italo Righi et Maurizio Rattini                | 1er avril 2012     |
| Saint-Marin                                   | Capitaines-régents (successifs)              | Gabriele Gatti et Matteo Fiorini               | 1er octobre 2011   |
| Saint-Vincent-et-les-Grenadines               | Reine                                        | Élisabeth II                                   | 27 octobre 1979    |
| Saint-Vincent-et-les-Grenadines               | Gouverneur général                           | Frederick Ballantyne                           | 2 septembre 2002   |
| Saint-Vincent-et-les-Grenadines               | Premier ministre                             | Ralph Gonsalves                                | 29 mars 2001       |
| Îles Salomon                                  | Reine                                        | Élisabeth II                                   | 7 juillet 1978     |
| Îles Salomon                                  | Gouverneur général                           | Sir Frank Kabui                                | 7 juillet 2009     |
| Îles Salomon                                  | Premier ministre                             | Gordon Darcy Lilo                              | 16 novembre 2011   |
| Salvador                                      | Président de la République                   | Mauricio Funes                                 | 1er juin 2009      |
| Salvador                                      | Vice-président de la République              | Salvador Sánchez Cerén                         | 1er juin 2009      |
| Samoa                                         | Chef de l’État                               | Tupua Tamasese Tupuola Tufuga Efi              | 20 juin 2007       |
| Samoa                                         | Premier ministre                             | Tuilaepa Sailele Malielegaoi                   | 23 novembre 1998   |
| Sao Tomé-et-Principe (voir aussi : §10)       | Président de la République                   | Manuel Pinto da Costa                          | 3 septembre 2011   |
| Sao Tomé-et-Principe (voir aussi : §10)       | Premiers ministres (successifs)              | Gabriel Costa                                  | 12 décembre 2012   |
| Sao Tomé-et-Principe (voir aussi : §10)       | Premiers ministres (successifs)              | Patrice Trovoada                               | 14 août 2010       |
| Sénégal                                       | Présidents de la République (successifs)     | Macky Sall                                     | 2 avril 2012       |
| Sénégal                                       | Présidents de la République (successifs)     | Abdoulaye Wade                                 | 1er avril 2000     |
| Sénégal                                       | Premiers ministres (successifs)              | Abdoul Mbaye                                   | 5 avril 2012       |
| Sénégal                                       | Premiers ministres (successifs)              | Souleymane Ndéné Ndiaye                        | 30 avril 2009      |
| Serbie (voir aussi : §1, et §12))             | Présidents de la République (successifs)     | Tomislav Nikolić                               | 31 mai 2012        |
| Serbie (voir aussi : §1, et §12))             | Présidents de la République (successifs)     | Slavica Đukić Dejanović (par intérim)          | 5 avril 2012       |
| Serbie (voir aussi : §1, et §12))             | Présidents de la République (successifs)     | Boris Tadić                                    | 11 juillet 2004    |
| Serbie (voir aussi : §1, et §12))             | Présidents du gouvernement (successifs)      | Ivica Dačić                                    | 27 juillet 2012    |
| Serbie (voir aussi : §1, et §12))             | Présidents du gouvernement (successifs)      | Mirko Cvetković                                | 7 juillet 2008     |
| Seychelles                                    | Président de la République                   | James Michel                                   | 14 avril 2004      |
| Seychelles                                    | Vice-président de la République              | Danny Faure                                    | 1er juillet 2010   |
| Sierra Leone                                  | Président de la République                   | Ernest Bai Koroma                              | 17 septembre 2007  |
| Sierra Leone                                  | Vice-président de la République              | Samuel Sam-Sumana                              | 17 septembre 2007  |
| Singapour                                     | Président de la République                   | Tony Tan Keng Yam                              | 1er septembre 2011 |
| Singapour                                     | Premier ministre                             | Lee Hsien Loong                                | 12 août 2004       |
| Slovaquie                                     | Président de la République                   | Ivan Gašparovič                                | 15 juin 2004       |
| Slovaquie                                     | Présidents du gouvernement (successifs)      | Robert Fico                                    | 8 juillet 2010     |
| Slovaquie                                     | Présidents du gouvernement (successifs)      | Iveta Radičová                                 | 8 juillet 2010     |
| Slovénie                                      | Présidents de la République (successifs)     | Borut Pahor                                    | 22 décembre 2012   |
| Slovénie                                      | Présidents de la République (successifs)     | Danilo Türk                                    | 22 décembre 2007   |
| Slovénie                                      | Présidents du gouvernement (successifs)      | Janez Janša                                    | 10 février 2012    |
| Slovénie                                      | Présidents du gouvernement (successifs)      | Borut Pahor                                    | 21 novembre 2008   |
| Somalie (voir aussi : §11)                    | Présidents de la République (successifs)     | Hassan Sheikh Mohamoud                         | 10 septembre 2012  |
| Somalie (voir aussi : §11)                    | Présidents de la République (successifs)     | Mohamed Osman Jawari (par intérim)             | 28 août 2012       |
| Somalie (voir aussi : §11)                    | Présidents de la République (successifs)     | Muse Hassan Sheikh Sayid Abdulle (par intérim) | 20 août 2012       |
| Somalie (voir aussi : §11)                    | Présidents de la République (successifs)     | Charif Ahmed                                   | 31 janvier 2009    |
| Somalie (voir aussi : §11)                    | Premiers ministres (successifs)              | Abdi Farah Shirdon                             | 17 octobre 2012    |
| Somalie (voir aussi : §11)                    | Premiers ministres (successifs)              | Abdiweli Mohamed Ali                           | 19 juin 2011       |
| Soudan                                        | Président de la République                   | Omar el-Béchir                                 | 30 juin 1989       |
| Soudan                                        | Premier vice-présidents de la République     | Ali Osmane Taha                                | 1998               |
| Soudan du Sud                                 | Président de la République                   | Salva Kiir                                     | 9 juillet 2011     |
| Soudan du Sud                                 | Vice-président                               | Riek Machar                                    | 9 juillet 2011     |
| Sri Lanka                                     | Président de la République                   | Mahinda Rajapakse                              | 19 novembre 2005   |
| Sri Lanka                                     | Premier ministre                             | D.M. Jayaratne                                 | 21 avril 2010      |
| Suède                                         | Roi                                          | Charles XVI Gustave                            | 19 septembre 1973  |
| Suède                                         | Premier ministre                             | Fredrik Reinfeldt                              | 6 octobre 2006     |
| Suisse                                        | Présidentes de la Confédération (successifs) | Eveline Widmer-Schlumpf                        | 1er janvier 2012   |
| Suisse                                        | Présidentes de la Confédération (successifs) | Micheline Calmy-Rey                            | 1er janvier 2011   |
| Suriname                                      | Président                                    | Dési Bouterse                                  | 12 août 2010       |
| Suriname                                      | Vice-président                               | Robert Ameerali                                | 12 août 2010       |
| Swaziland                                     | Roi                                          | Mswati III                                     | 25 avril 1986      |
| Swaziland                                     | Premier ministre                             | Barnabas Sibusiso Dlamini                      | 23 octobre 2008    |
| Syrie (voir aussi : §12)                      | Président de la République                   | Bachar el-Assad                                | 17 juillet 2000    |
| Syrie (voir aussi : §12)                      | Premiers ministres (successifs)              | Wael al-Halki                                  | 9 août 2012        |
| Syrie (voir aussi : §12)                      | Premiers ministres (successifs)              | Omar Ghalawanji (par intérim)                  | 6 août 2012        |
| Syrie (voir aussi : §12)                      | Premiers ministres (successifs)              | Riad Hijab                                     | 23 juin 2012       |
| Syrie (voir aussi : §12)                      | Premiers ministres (successifs)              | Adel Safar                                     | 3 avril 2011       |

## T
| Pays                                 | Fonction                                 | Nom                       | Depuis (le)       |
| ------------------------------------ | ---------------------------------------- | ------------------------- | ----------------- |
| Tadjikistan (voir aussi : §10)       | Président                                | Emomalii Rahmon           | 19 novembre 1992  |
| Tadjikistan (voir aussi : §10)       | Premier ministre                         | Oqil Oqilov               | 20 décembre 1999  |
| Tanzanie (voir aussi : §10)          | Président de la République               | Jakaya Kikwete            | 21 décembre 2005  |
| Tanzanie (voir aussi : §10)          | Premier ministre                         | Mizengo Pinda             | 9 février 2008    |
| Tchad                                | Président de la République               | Idriss Déby               | 2 décembre 1990   |
| Tchad                                | Premier ministre                         | Emmanuel Nadingar         | 5 mars 2010       |
| Tchéquie                             | Président de la République               | Václav Klaus              | 7 mars 2003       |
| Tchéquie                             | Premier ministre                         | Petr Nečas                | 13 juillet 2010   |
| Thaïlande                            | Roi                                      | Bhumibol Adulyadej        | 9 juin 1946       |
| Thaïlande                            | Premier ministre                         | Yingluck Shinawatra       | 8 août 2011       |
| Timor oriental                       | Présidents de la République (successifs) | Taur Matan Ruak           | 20 mai 2011       |
| Timor oriental                       | Présidents de la République (successifs) | José Ramos-Horta          | 20 mai 2007       |
| Timor oriental                       | Premier ministre                         | Xanana Gusmão             | 8 août 2007       |
| Togo                                 | Président de la République               | Faure Gnassingbé          | 4 mai 2005        |
| Togo                                 | Premiers ministres (successifs)          | Kwesi Ahoomey-Zunu        | 23 juillet 2012   |
| Togo                                 | Premiers ministres (successifs)          | Gilbert Houngbo           | 8 septembre 2008  |
| Tonga                                | Rois (successifs)                        | Tupou VI                  | 18 mars 2012      |
| Tonga                                | Rois (successifs)                        | George Tupou V            | 11 septembre 2006 |
| Tonga                                | Premier ministre                         | Lord Tu‘ivakano           | 22 décembre 2010  |
| Trinité-et-Tobago (voir aussi : §10) | Président de la République               | George Maxwell Richards   | 17 mars 2003      |
| Trinité-et-Tobago (voir aussi : §10) | Premier ministre                         | Kamla Persad-Bissessar    | 26 mai 2010       |
| Tunisie                              | Président de la République               | Moncef Marzouki           | 13 décembre 2011  |
| Tunisie                              | Chef du gouvernement                     | Hamadi Jebali             | 24 décembre 2011  |
| Turkménistan                         | Président                                | Gurbanguly Berdimuhamedow | 21 décembre 2006  |
| Turkménistan                         | Vice Premier ministre                    | Raşit Meredow             | 17 février 2007   |
| Turquie                              | Président de la République               | Abdullah Gül              | 28 août 2007      |
| Turquie                              | Premier ministre                         | Recep Tayyip Erdoğan      | 14 mars 2003      |
| Tuvalu                               | Reine                                    | Élisabeth II              | 1er octobre 1978  |
| Tuvalu                               | Gouverneur général                       | Iakoba Taeia Italeli      | 16 avril 2010     |
| Tuvalu                               | Premier ministre                         | Willy Telavi              | 24 décembre 2010  |

## U
| Pays                     | Fonction                        | Nom                 | Depuis (le)     |
| ------------------------ | ------------------------------- | ------------------- | --------------- |
| Ukraine (voir aussi §10) | Président                       | Viktor Ianoukovytch | 25 février 2010 |
| Ukraine (voir aussi §10) | Premier ministre                | Mykola Azarov       | 11 mars 2010    |
| Uruguay                  | Président de la République      | José Mujica         | 1er mars 2010   |
| Uruguay                  | Vice-président de la République | Danilo Astori       | 1er mars 2010   |

## V
| Pays                  | Fonction                                          | Nom               | Depuis (le)       |
| --------------------- | ------------------------------------------------- | ----------------- | ----------------- |
| Vanuatu               | Président de la République                        | Iolu Abil         | 2 septembre 2009  |
| Vanuatu               | Premier ministre                                  | Sato Kilman       | 26 juin 2011      |
| Vatican (Saint-Siège) | Souverain                                         | Benoît XVI        | 19 avril 2005     |
| Vatican (Saint-Siège) | Président du Gouvernorat                          | Giuseppe Bertello | 1er octobre 2011  |
| Vatican (Saint-Siège) | Secrétaire d’État                                 | Tarcisio Bertone  | 15 septembre 2006 |
| Venezuela             | Président de la République                        | Hugo Chávez       | 14 avril 2002     |
| Venezuela             | Vice-présidents exécutifs (successifs)            | Nicolás Maduro    | 10 octobre 2012   |
| Venezuela             | Vice-présidents exécutifs (successifs)            | Elías Jaua        | 26 janvier 2010   |
| Viêt Nam              | Secrétaire général du Parti communiste vietnamien | Nguyễn Phú Trọng  | 19 janvier 2011   |
| Viêt Nam              | Président                                         | Truong Tan Sang   | 25 juillet 2011   |
| Viêt Nam              | Premier ministre                                  | Nguyen Tan Dung   | 27 juin 2006      |

## Y
| Pays  | Fonction                | Nom                  | Depuis (le)      |
| ----- | ----------------------- | -------------------- | ---------------- |
| Yémen | Présidents (successifs) | Abd Rab Mansour Hadi | 27 février 2012  |
| Yémen | Présidents (successifs) | Ali Abdallah Saleh   | 22 mai 1990      |
| Yémen | Premier ministre        | Muhammad Basindawa   | 10 décembre 2011 |

## Z
| Pays     | Fonction                        | Nom               | Depuis (le)       |
| -------- | ------------------------------- | ----------------- | ----------------- |
| Zambie   | Président                       | Michael Sata      | 23 septembre 2011 |
| Zambie   | Vice-président de la République | Guy Scott         | 23 septembre 2011 |
| Zimbabwe | Président                       | Robert Mugabe     | 31 décembre 1987  |
| Zimbabwe | Premier ministre                | Morgan Tsvangirai | 11 février 2009   |

- Haut – A
- B
- C
- D
- E
- F
- G
- H
- I
- J
- K
- L
- M
- N
- O
- P
- Q
- R
- S
- T
- U
- V
- W
- X
- Y
- Z

## Entités partiellement reconnues comme État
Ces pays sont reconnus par plusieurs autres États, mais pas encore par l'ONU, c'est-à-dire pas par la majorité des membres de cet organisme.
| Entité et statut | Issue de | Fonction                                 | Nom                         | Depuis le         |
| --- | -------- | ---------------------------------------- | --------------------------- | ----------------- |
| Abkhazie (État pro-russe sécessionniste de la Géorgie) (voir aussi : §12) | Géorgie  | Président                                | Aleksandr Ankvab            | 7 février 2011    |
| Abkhazie (État pro-russe sécessionniste de la Géorgie) (voir aussi : §12) | Géorgie  | Premier ministre                         | Leonid Lakerbaia            | 27 septembre 2011 |
| Chypre du Nord (gouvernement pro-turc) | Chypre   | Président                                | Derviş Eroğlu               | 23 avril 2010     |
| Chypre du Nord (gouvernement pro-turc) | Chypre   | Premier ministre                         | Irsen Küçük                 | 17 mai 2010       |
| Kosovo (Région autonome puis République auto-proclamée indépendante de la Serbie) | Serbie   | Président de la République               | Atifete Jahjaga             | 7 avril 2011      |
| Kosovo (Région autonome puis République auto-proclamée indépendante de la Serbie) | Serbie   | Premier ministre                         | Hashim Thaçi                | 9 janvier 2008    |
| Kosovo (Région autonome puis République auto-proclamée indépendante de la Serbie) | Serbie   | Administrateur de l’ONU                  | Farid Zarif (Afghanistan)   | 11 octobre 2011   |
| Ossétie du Sud (État pro-russe sécessionniste de la Géorgie) (voir aussi : §12) | Géorgie  | Présidents (successifs)                  | Leonid Tibilov              | 19 avril 2012     |
| Ossétie du Sud (État pro-russe sécessionniste de la Géorgie) (voir aussi : §12) | Géorgie  | Présidents (successifs)                  | Vadim Brovtsev(par intérim) | 11 décembre 2011  |
| Ossétie du Sud (État pro-russe sécessionniste de la Géorgie) (voir aussi : §12) | Géorgie  | Premiers ministres (successifs)          | Rostislav Khugayev          | 26 avril 2012     |
| Ossétie du Sud (État pro-russe sécessionniste de la Géorgie) (voir aussi : §12) | Géorgie  | Premiers ministres (successifs)          | Vadim Brovtsev              | 5 août 2009       |
| État de Palestine (voir aussi : §2) (État putatif proclamé par l’Organisation de libération de la Palestine - OLP en 1989, mais qui demeure inopérant malgré une reconnaissance internationale partielle) | Israël   | Président                                | Mahmoud Abbas               | 8 mai 2005        |
| Sahara occidental alias République arabe sahraouie démocratique (RASD) | Maroc    | Président                                | Mohamed Abdelaziz           | 30 août 1976      |
| Sahara occidental alias République arabe sahraouie démocratique (RASD) | Maroc    | Premier ministre                         | Abdelkader Taleb Oumar      | 29 octobre 2003   |
| Taïwan alias République de Chine | Chine    | Président de la République               | Ma Ying-jeou                | 20 mai 2008       |
| Taïwan alias République de Chine | Chine    | Présidents du Yuan exécutif (successifs) | Sean Chen                   | 6 février 2012    |
| Taïwan alias République de Chine | Chine    | Présidents du Yuan exécutif (successifs) | Wu Den-yih                  | 10 septembre 2009 |

## Entités proches du statut d’État
| Entité                                          | Statut                                | Nom                       | Depuis (le)       |
| ----------------------------------------------- | ------------------------------------- | ------------------------- | ----------------- |
| Autorité palestinienne (voir aussi : §1 et §12) | Président                             | Mahmoud Abbas             | 15 janvier 2005   |
| Autorité palestinienne (voir aussi : §1 et §12) | Premier ministre                      | Salam Fayyad              | 17 juin 2007      |
| Union européenne                                | Président du Conseil européen         | Herman Van Rompuy         | 1er décembre 2009 |
| Union européenne                                | Président de la Commission européenne | José Manuel Durão Barroso | 22 novembre 2004  |

## Départements français d'outre-mer, collectivités françaises d'outre-mer et territoires français à statut spécial
Ces entités relèvent de la révision constitutionnelle du 28 mars 2003, relative aux territoires de la République française.
Mayotte, précédemment collectivité d'outre-mer est devenu un département d'outre-mer à partir du 31 mars 2011.
| Territoire                                                                       | Statut                                                  | Fonction                                                                                 | Nom                          | Depuis le         |
| -------------------------------------------------------------------------------- | ------------------------------------------------------- | ---------------------------------------------------------------------------------------- | ---------------------------- | ----------------- |
| Île de Clipperton                                                                | Domaine public maritime de l'État français              | Présidents de la République (successifs)                                                 | François Hollande            | 15 mai 2012       |
| Île de Clipperton                                                                | Domaine public maritime de l'État français              | Présidents de la République (successifs)                                                 | Nicolas Sarkozy              | 16 mai 2007       |
| Île de Clipperton                                                                | Domaine public maritime de l'État français              | Ministres chargée de l'Outre-mer (successifs)                                            | Victorin Lurel               | 16 mai 2012       |
| Île de Clipperton                                                                | Domaine public maritime de l'État français              | Ministres chargée de l'Outre-mer (successifs)                                            | Marie-Luce Penchard          | 6 novembre 2009   |
| Île de Clipperton                                                                | Domaine public maritime de l'État français              | Hauts-Commissaires (successifs)                                                          | Jean-Pierre Laflaquière      | 3 septembre 2012  |
| Île de Clipperton                                                                | Domaine public maritime de l'État français              | Hauts-Commissaires (successifs)                                                          | Richard Didier               | 24 janvier 2011   |
| Domaines français d'Israël Domaine National Français en Terre Sainte             | Possessions de l'État français                          | Présidents de la République (successifs)                                                 | François Hollande            | 15 mai 2012       |
| Domaines français d'Israël Domaine National Français en Terre Sainte             | Possessions de l'État français                          | Présidents de la République (successifs)                                                 | Nicolas Sarkozy              | 16 mai 2007       |
| Domaines français d'Israël Domaine National Français en Terre Sainte             | Possessions de l'État français                          | Ministres des Affaires étrangères (successifs)                                           | Laurent Fabius               | 16 mai 2012       |
| Domaines français d'Israël Domaine National Français en Terre Sainte             | Possessions de l'État français                          | Ministres des Affaires étrangères (successifs)                                           | Alain Juppé                  | 27 février 2011   |
| Domaines français d'Israël Domaine National Français en Terre Sainte             | Possessions de l'État français                          | Consul Général de France à Jérusalem                                                     | Frédéric Desagneaux          | 29 avril 2009     |
| Domaines français de Sainte-Hélène                                               | Possessions de l'État français                          | Présidents de la République (successifs)                                                 | François Hollande            | 15 mai 2012       |
| Domaines français de Sainte-Hélène                                               | Possessions de l'État français                          | Présidents de la République (successifs)                                                 | Nicolas Sarkozy              | 16 mai 2007       |
| Domaines français de Sainte-Hélène                                               | Possessions de l'État français                          | Ministres des Affaires étrangères (successifs)                                           | Laurent Fabius               | 16 mai 2012       |
| Domaines français de Sainte-Hélène                                               | Possessions de l'État français                          | Ministres des Affaires étrangères (successifs)                                           | Alain Juppé                  | 27 février 2011   |
| Domaines français de Sainte-Hélène                                               | Possessions de l'État français                          | Conservateur                                                                             | Michel Dancoisne-Martineau   | 1er décembre 1987 |
| Domaines français de Sainte-Hélène                                               | Possessions de l'État français                          | Consul honoraire                                                                         | Michel Dancoisne-Martineau   | 5 août 1991       |
| Domaines français de Vatican Pieux Établissements de la France à Rome et Lorette | Possessions de l'État français                          | Présidents de la République (successifs)                                                 | François Hollande            | 15 mai 2012       |
| Domaines français de Vatican Pieux Établissements de la France à Rome et Lorette | Possessions de l'État français                          | Présidents de la République (successifs)                                                 | Nicolas Sarkozy              | 16 mai 2007       |
| Domaines français de Vatican Pieux Établissements de la France à Rome et Lorette | Possessions de l'État français                          | Ministres des Affaires étrangères (successifs)                                           | Laurent Fabius               | 16 mai 2012       |
| Domaines français de Vatican Pieux Établissements de la France à Rome et Lorette | Possessions de l'État français                          | Ministres des Affaires étrangères (successifs)                                           | Alain Juppé                  | 27 février 2011   |
| Domaines français de Vatican Pieux Établissements de la France à Rome et Lorette | Possessions de l'État français                          | Présidents de la Congrégation générale (successifs)                                      | Bruno Joubert                | 9 mars 2012       |
| Domaines français de Vatican Pieux Établissements de la France à Rome et Lorette | Possessions de l'État français                          | Présidents de la Congrégation générale (successifs)                                      | Stanislas de Laboulaye       | 19 janvier 2009   |
| Domaines français de Vatican Pieux Établissements de la France à Rome et Lorette | Possessions de l'État français                          | Administrateur de la Fondation des Pieux Établissements de la France à Rome et à Lorette | révérend père Bernard Ardura | 15 avril 2005     |
| Guadeloupe                                                                       | Département d'outre-mer française                       | Présidents de la République (successifs)                                                 | François Hollande            | 15 mai 2012       |
| Guadeloupe                                                                       | Département d'outre-mer française                       | Présidents de la République (successifs)                                                 | Nicolas Sarkozy              | 16 mai 2007       |
| Guadeloupe                                                                       | Département d'outre-mer française                       | Préfet                                                                                   | Amaury de Saint-Quentin      | 11 septembre 2011 |
| Guadeloupe                                                                       | Département d'outre-mer française                       | Présidents du conseil régional (successifs)                                              | Josette Borel-Lincertin      | 3 août 2012       |
| Guadeloupe                                                                       | Département d'outre-mer française                       | Présidents du conseil régional (successifs)                                              | Victorin Lurel               | 2 avril 2004      |
| Guadeloupe                                                                       | Département d'outre-mer française                       | Président du conseil général                                                             | Jacques Gillot               | 23 mars 2001      |
| Guyane                                                                           | Département d'outre-mer française                       | Présidents de la République (successifs)                                                 | François Hollande            | 15 mai 2012       |
| Guyane                                                                           | Département d'outre-mer française                       | Présidents de la République (successifs)                                                 | Nicolas Sarkozy              | 16 mai 2007       |
| Guyane                                                                           | Département d'outre-mer française                       | Préfet                                                                                   | Denis Labbé                  | 16 mai 2011       |
| Guyane                                                                           | Département d'outre-mer française                       | Président du conseil régional                                                            | Rodolphe Alexandre           | 26 mars 2010      |
| Guyane                                                                           | Département d'outre-mer française                       | Président du conseil général                                                             | Alain Tien-Liong             | 20 mars 2008      |
| Hauteville House                                                                 | Propriété de la mairie de Paris dans l'île de Guernesey | Présidents de la République (successifs)                                                 | François Hollande            | 15 mai 2012       |
| Hauteville House                                                                 | Propriété de la mairie de Paris dans l'île de Guernesey | Présidents de la République (successifs)                                                 | Nicolas Sarkozy              | 16 mai 2007       |
| Hauteville House                                                                 | Propriété de la mairie de Paris dans l'île de Guernesey | Ministres des Affaires étrangères (successifs)                                           | Laurent Fabius               | 16 mai 2012       |
| Hauteville House                                                                 | Propriété de la mairie de Paris dans l'île de Guernesey | Ministres des Affaires étrangères (successifs)                                           | Alain Juppé                  | 27 février 2011   |
| Hauteville House                                                                 | Propriété de la mairie de Paris dans l'île de Guernesey | Conservatrice                                                                            | Odile Blanchette             | ?                 |
| Hauteville House                                                                 | Propriété de la mairie de Paris dans l'île de Guernesey | Consul honoraire                                                                         | Odile Blanchette             | ?                 |
| Martinique                                                                       | Département d'outre-mer française                       | Présidents de la République (successifs)                                                 | François Hollande            | 15 mai 2012       |
| Martinique                                                                       | Département d'outre-mer française                       | Présidents de la République (successifs)                                                 | Nicolas Sarkozy              | 16 mai 2007       |
| Martinique                                                                       | Département d'outre-mer française                       | Préfet                                                                                   | Laurent Prévost              | 30 mars 2011      |
| Martinique                                                                       | Département d'outre-mer française                       | Président du conseil régional                                                            | Serge Letchimy               | 26 mars 2010      |
| Martinique                                                                       | Département d'outre-mer française                       | Président du conseil général                                                             | Josette Manin                | 31 mars 2011      |
| Mayotte                                                                          | Département d'outre-mer française                       | Présidents de la République (successifs)                                                 | François Hollande            | 15 mai 2012       |
| Mayotte                                                                          | Département d'outre-mer française                       | Présidents de la République (successifs)                                                 | Nicolas Sarkozy              | 16 mai 2007       |
| Mayotte                                                                          | Département d'outre-mer française                       | Préfet                                                                                   | Thomas Degos                 | 26 juillet 2011   |
| Mayotte                                                                          | Département d'outre-mer française                       | Président du conseil général                                                             | Daniel Zaïdani               | 3 avril 2011      |
| Nouvelle-Calédonie                                                               | Collectivité sui generis française                      | Présidents de la République (successifs)                                                 | François Hollande            | 15 mai 2012       |
| Nouvelle-Calédonie                                                               | Collectivité sui generis française                      | Présidents de la République (successifs)                                                 | Nicolas Sarkozy              | 16 mai 2007       |
| Nouvelle-Calédonie                                                               | Collectivité sui generis française                      | Haut-Commissaire                                                                         | Albert Dupuy                 | 6 octobre 2010    |
| Nouvelle-Calédonie                                                               | Collectivité sui generis française                      | Président du gouvernement                                                                | Harold Martin                | 3 mars 2011       |
| Polynésie française                                                              | Collectivité d'outre-mer française                      | Présidents de la République (successifs)                                                 | François Hollande            | 15 mai 2012       |
| Polynésie française                                                              | Collectivité d'outre-mer française                      | Présidents de la République (successifs)                                                 | Nicolas Sarkozy              | 16 mai 2007       |
| Polynésie française                                                              | Collectivité d'outre-mer française                      | Hauts-Commissaires (successifs)                                                          | Jean-Pierre Laflaquière      | 3 septembre 2012  |
| Polynésie française                                                              | Collectivité d'outre-mer française                      | Hauts-Commissaires (successifs)                                                          | Richard Didier               | 24 janvier 2011   |
| Polynésie française                                                              | Collectivité d'outre-mer française                      | Président                                                                                | Oscar Temaru                 | 1er avril 2011    |
| Réunion                                                                          | Département d'outre-mer française                       | Présidents de la République (successifs)                                                 | François Hollande            | 15 mai 2012       |
| Réunion                                                                          | Département d'outre-mer française                       | Présidents de la République (successifs)                                                 | Nicolas Sarkozy              | 16 mai 2007       |
| Réunion                                                                          | Département d'outre-mer française                       | Préfets (successifs)                                                                     | Jean-Luc Marx                | 27 août 2012      |
| Réunion                                                                          | Département d'outre-mer française                       | Préfets (successifs)                                                                     | Michel Lalande               | 15 février 2010   |
| Réunion                                                                          | Département d'outre-mer française                       | Président du conseil régional                                                            | Didier Robert                | 26 mars 2011      |
| Réunion                                                                          | Département d'outre-mer française                       | Présidente du conseil général                                                            | Nassimah Dindar              | 1er avril 2004    |
| Saint-Barthelemy                                                                 | Collectivité d'outre-mer française                      | Présidents de la République (successifs)                                                 | François Hollande            | 15 mai 2012       |
| Saint-Barthelemy                                                                 | Collectivité d'outre-mer française                      | Présidents de la République (successifs)                                                 | Nicolas Sarkozy              | 16 mai 2007       |
| Saint-Barthelemy                                                                 | Collectivité d'outre-mer française                      | Préfet                                                                                   | Amaury de Saint-Quentin      | 11 septembre 2011 |
| Saint-Barthelemy                                                                 | Collectivité d'outre-mer française                      | Préfet délégué                                                                           | Philippe Chopin              | 12 décembre 2011  |
| Saint-Barthelemy                                                                 | Collectivité d'outre-mer française                      | Président du Conseil territorial                                                         | Bruno Magras                 | 15 juillet 2007   |
| Saint-Martin                                                                     | Collectivité d'outre-mer française                      | Présidents de la République (successifs)                                                 | François Hollande            | 15 mai 2012       |
| Saint-Martin                                                                     | Collectivité d'outre-mer française                      | Présidents de la République (successifs)                                                 | Nicolas Sarkozy              | 16 mai 2007       |
| Saint-Martin                                                                     | Collectivité d'outre-mer française                      | Préfet                                                                                   | Amaury de Saint-Quentin      | 11 septembre 2011 |
| Saint-Martin                                                                     | Collectivité d'outre-mer française                      | Préfet délégué                                                                           | Philippe Chopin              | 12 décembre 2011  |
| Saint-Martin                                                                     | Collectivité d'outre-mer française                      | Présidents du Conseil territorial (successifs)                                           | Alain Richardson             | 1er avril 2012    |
| Saint-Martin                                                                     | Collectivité d'outre-mer française                      | Présidents du Conseil territorial (successifs)                                           | Frantz Gumbs                 | 5 mai 2009        |
| Saint-Pierre-et-Miquelon                                                         | Collectivité d'outre-mer française                      | Présidents de la République (successifs)                                                 | François Hollande            | 15 mai 2012       |
| Saint-Pierre-et-Miquelon                                                         | Collectivité d'outre-mer française                      | Présidents de la République (successifs)                                                 | Nicolas Sarkozy              | 16 mai 2007       |
| Saint-Pierre-et-Miquelon                                                         | Collectivité d'outre-mer française                      | Préfet                                                                                   | Patrice Latron               | 12 décembre 2011  |
| Saint-Pierre-et-Miquelon                                                         | Collectivité d'outre-mer française                      | Président du Conseil territorial                                                         | Stéphane Artano              | 24 mars 2006      |
| Terres australes et antarctiques françaises                                      | Territoire d'outre-mer français                         | Présidents de la République (successifs)                                                 | François Hollande            | 15 mai 2012       |
| Terres australes et antarctiques françaises                                      | Territoire d'outre-mer français                         | Présidents de la République (successifs)                                                 | Nicolas Sarkozy              | 16 mai 2007       |
| Terres australes et antarctiques françaises                                      | Territoire d'outre-mer français                         | Préfets administrateurs supérieurs (successifs)                                          | Pascal Bolot                 | 10 avril 2012     |
| Terres australes et antarctiques françaises                                      | Territoire d'outre-mer français                         | Préfets administrateurs supérieurs (successifs)                                          | Christian Gaudin             | 6 octobre 2010    |
| Wallis-et-Futuna                                                                 | Collectivité d'outre-mer française                      | Présidents de la République (successifs)                                                 | François Hollande            | 15 mai 2012       |
| Wallis-et-Futuna                                                                 | Collectivité d'outre-mer française                      | Présidents de la République (successifs)                                                 | Nicolas Sarkozy              | 16 mai 2007       |
| Wallis-et-Futuna                                                                 | Collectivité d'outre-mer française                      | Administrateur supérieur                                                                 | Michel Jeanjean              | 10 juin 2010      |
| Wallis-et-Futuna                                                                 | Collectivité d'outre-mer française                      | Présidents de l'Assemblée territoriale (successifs)                                      | Sosefo Suve                  | 28 novembre 2012  |
| Wallis-et-Futuna                                                                 | Collectivité d'outre-mer française                      | Présidents de l'Assemblée territoriale (successifs)                                      | Vetelino Nau                 | 4 avril 2012      |
| Wallis-et-Futuna                                                                 | Collectivité d'outre-mer française                      | Présidents de l'Assemblée territoriale (successifs)                                      | Pesamino Taputai             | nov/décembre 2011 |

## Territoires britanniques d'outre-mer et dépendances de la Couronne britannique
Un Territoire britannique d'outre-mer (en anglais, United Kingdom Overseas Territory, anciennement appelé Dependent Territory et plus tôt encore une colonie de la Couronne Crown colony) est l'un des 14 territoires qui trouve sous la souveraineté et le contrôle formel du Royaume-Uni mais qui n'est pas une partie du Royaume proprement dit (Grande-Bretagne et Irlande du Nord). Ils sont les vestiges de l'Empire britannique qui n'ont pas accédé à l'indépendance ou qui ont voté pour rester territoires britanniques.
Une Dépendance de la Couronne (en anglais Crown dependency) désigne les territoires qui sont possession de la Couronne britannique sans pour autant être rattachés au Royaume-Uni (et donc à l’Union européenne), au contraire des territoires britanniques d’outre-mer. 
| Territoire                                                                          | Statut | Fonction                                                    | Nom                           | Depuis le         |
| ----------------------------------------------------------------------------------- | --- | ----------------------------------------------------------- | ----------------------------- | ----------------- |
| Akrotiri and Dhekelia                                                               | Base militaire souveraine                                                                                     | Reine                                                       | Élisabeth II                  | 6 février 1952    |
| Akrotiri and Dhekelia                                                               | Base militaire souveraine                                                                                     | Administrateur                                              | Graham E. Stacey              | 4 novembre 2010   |
| Anguilla                                                                            | Territoire britannique d'outre-mer                                                                            | Reine                                                       | Élisabeth II                  | 6 février 1952    |
| Anguilla                                                                            | Territoire britannique d'outre-mer                                                                            | Gouverneur                                                  | William Alistair Harrison     | 21 avril 2009     |
| Anguilla                                                                            | Territoire britannique d'outre-mer                                                                            | Vice-gouverneur                                             | Stanley Reid                  | ?                 |
| Anguilla                                                                            | Territoire britannique d'outre-mer                                                                            | Ministre en chef                                            | Hubert Hughes                 | 16 février 2010   |
| Ascension                                                                           | Dépendance de Sainte-Hélène, Ascension et Tristan da Cunha                                                    | Gouverneur de Sainte-Hélène, Ascension et Tristan da Cunha  | Mark Capes                    | 29 octobre 2011   |
| Ascension                                                                           | Dépendance de Sainte-Hélène, Ascension et Tristan da Cunha                                                    | Administrateur de l'Île de l'Ascension                      | Colin Wells                   | 27 octobre 2011   |
| Aurigny                                                                             | Dépendance de Guernesey                                                                                       | Lieutenant-gouverneur de Guernesey                          | Peter Walker                  | 15 avril 2011     |
| Aurigny                                                                             | Dépendance de Guernesey                                                                                       | Baillis de Guernesey (successifs)                           | Richard Collas                | 23 mars 2012      |
| Aurigny                                                                             | Dépendance de Guernesey                                                                                       | Baillis de Guernesey (successifs)                           | Geoffrey Rowland              | 16 juin 2005      |
| Aurigny                                                                             | Dépendance de Guernesey                                                                                       | Premiers ministres de Guernesey (successifs)                | Peter Harwood                 | 1er mai 2012      |
| Aurigny                                                                             | Dépendance de Guernesey                                                                                       | Premiers ministres de Guernesey (successifs)                | Lyndon Trott                  | 1er mai 2008      |
| Aurigny                                                                             | Dépendance de Guernesey                                                                                       | Président des États (Chef du gouvernement)                  | Stuart Trought                | 22 juin 2011      |
| Antarctique (Territoire britannique de l') (British Antarctic Territory - BAT)      | Territoire britannique d'outre-mer Régi par le Traité de l'Antarctique ; contesté par l'Argentine et le Chili | Reine                                                       | Élisabeth II                  | 6 février 1952    |
| Antarctique (Territoire britannique de l') (British Antarctic Territory - BAT)      | Territoire britannique d'outre-mer Régi par le Traité de l'Antarctique ; contesté par l'Argentine et le Chili | Commissaires (successifs)                                   | Peter Hayes                   | 17 octobre 2012   |
| Antarctique (Territoire britannique de l') (British Antarctic Territory - BAT)      | Territoire britannique d'outre-mer Régi par le Traité de l'Antarctique ; contesté par l'Argentine et le Chili | Commissaires (successifs)                                   | Colin Roberts                 | 23 juin 2008      |
| Antarctique (Territoire britannique de l') (British Antarctic Territory - BAT)      | Territoire britannique d'outre-mer Régi par le Traité de l'Antarctique ; contesté par l'Argentine et le Chili | Administrateur                                              | Henry Burgess                 | 2011              |
| Bermudes                                                                            | Territoire britannique d'outre-mer                                                                            | Reine                                                       | Élisabeth II                  | 6 février 1952    |
| Bermudes                                                                            | Territoire britannique d'outre-mer                                                                            | Gouverneurs (successifs)                                    | George Fergusson              | 23 mai 2012       |
| Bermudes                                                                            | Territoire britannique d'outre-mer                                                                            | Gouverneurs (successifs)                                    | David B. Arkley (par intérim) | 18 mai 2012       |
| Bermudes                                                                            | Territoire britannique d'outre-mer                                                                            | Gouverneurs (successifs)                                    | Richard Gozney                | 12 décembre 2007  |
| Bermudes                                                                            | Territoire britannique d'outre-mer                                                                            | Premiers ministres (successifs)                             | Craig Cannonier               | 18 décembre 2012  |
| Bermudes                                                                            | Territoire britannique d'outre-mer                                                                            | Premiers ministres (successifs)                             | Paula Cox                     | 28 octobre 2010   |
| Brecqhou                                                                            | Dépendance de Guernesey                                                                                       | Lieutenant-gouverneur de Guernesey                          | Peter Walker                  | 15 avril 2011     |
| Brecqhou                                                                            | Dépendance de Guernesey                                                                                       | Baillis de Guernesey (successifs)                           | Richard Collas                | 23 mars 2012      |
| Brecqhou                                                                            | Dépendance de Guernesey                                                                                       | Baillis de Guernesey (successifs)                           | Geoffrey Rowland              | 16 juin 2005      |
| Brecqhou                                                                            | Dépendance de Guernesey                                                                                       | Premiers ministres de Guernesey (successifs)                | Peter Harwood                 | 1er mai 2012      |
| Brecqhou                                                                            | Dépendance de Guernesey                                                                                       | Premiers ministres de Guernesey (successifs)                | Lyndon Trott                  | 1er mai 2008      |
| Brecqhou                                                                            | Dépendance de Guernesey                                                                                       | Tenant                                                      | David Barclay                 | 1993              |
| Caïmans (îles)                                                                      | Territoire britannique d'outre-mer                                                                            | Reine                                                       | Élisabeth II                  | 6 février 1952    |
| Caïmans (îles)                                                                      | Territoire britannique d'outre-mer                                                                            | Gouverneur                                                  | Duncan Taylor                 | 15 janvier 2010   |
| Caïmans (îles)                                                                      | Territoire britannique d'outre-mer                                                                            | Premiers (successifs)                                       | Juliana O'Connor-Connolly     | 18 décembre 2012  |
| Caïmans (îles)                                                                      | Territoire britannique d'outre-mer                                                                            | Premiers (successifs)                                       | McKeeva Bush                  | 6 novembre 2009   |
| Caïmans (îles)                                                                      | Territoire britannique d'outre-mer                                                                            | Vice-premiers (successifs)                                  | Rolston Anglin                | 18 décembre 2012  |
| Caïmans (îles)                                                                      | Territoire britannique d'outre-mer                                                                            | Vice-premiers (successifs)                                  | Juliana O'Connor-Connolly     | 6 novembre 2009   |
| Falkland (îles) (alias îles Malouines)                                              | Territoire britannique d'outre-mer                                                                            | Reine                                                       | Élisabeth II                  | 6 février 1952    |
| Falkland (îles) (alias îles Malouines)                                              | Territoire britannique d'outre-mer                                                                            | Gouverneur                                                  | Nigel Haywood                 | 16 octobre 2010   |
| Falkland (îles) (alias îles Malouines)                                              | Territoire britannique d'outre-mer                                                                            | Premiers ministres (successifs)                             | Keith Padgett                 | 1er février 2012  |
| Falkland (îles) (alias îles Malouines)                                              | Territoire britannique d'outre-mer                                                                            | Premiers ministres (successifs)                             | Tim Thorogood                 | 3 janvier 2008    |
| Géorgie du Sud-et-les Îles Sandwich du Sud                                          | Territoire britannique d'outre-mer (revendiqué par l'Argentine)                                               | Reine                                                       | Élisabeth II                  | 6 février 1952    |
| Géorgie du Sud-et-les Îles Sandwich du Sud                                          | Territoire britannique d'outre-mer (revendiqué par l'Argentine)                                               | Commissaire                                                 | Nigel Haywood                 | 16 octobre 2010   |
| Gibraltar                                                                           | Territoire britannique d'outre-mer                                                                            | Reine                                                       | Élisabeth II                  | 6 février 1952    |
| Gibraltar                                                                           | Territoire britannique d'outre-mer                                                                            | Gouverneur                                                  | Adrian Johns                  | 26 octobre 2009   |
| Gibraltar                                                                           | Territoire britannique d'outre-mer                                                                            | Premier ministre                                            | Fabian Picardo                | 9 décembre 2011   |
| Guernesey                                                                           | Dépendance de la Couronne britannique                                                                         | La Reine, Duc de Normandie                                  | Élisabeth II                  | 6 février 1952    |
| Guernesey                                                                           | Dépendance de la Couronne britannique                                                                         | Lieutenant-gouverneur                                       | Peter Walker                  | 15 avril 2011     |
| Guernesey                                                                           | Dépendance de la Couronne britannique                                                                         | Baillis (successifs)                                        | Richard Collas                | 23 mars 2012      |
| Guernesey                                                                           | Dépendance de la Couronne britannique                                                                         | Baillis (successifs)                                        | Geoffrey Rowland              | 16 juin 2005      |
| Guernesey                                                                           | Dépendance de la Couronne britannique                                                                         | Premiers ministres (successifs)                             | Peter Harwood                 | 1er mai 2012      |
| Guernesey                                                                           | Dépendance de la Couronne britannique                                                                         | Premiers ministres (successifs)                             | Lyndon Trott                  | 1er mai 2008      |
| Herm                                                                                | Dépendance de Guernesey                                                                                       | Lieutenant-gouverneur de Guernesey                          | Peter Walker                  | 15 avril 2011     |
| Herm                                                                                | Dépendance de Guernesey                                                                                       | Baillis de Guernesey (successifs)                           | Richard Collas                | 23 mars 2012      |
| Herm                                                                                | Dépendance de Guernesey                                                                                       | Baillis de Guernesey (successifs)                           | Geoffrey Rowland              | 16 juin 2005      |
| Herm                                                                                | Dépendance de Guernesey                                                                                       | Premiers ministres de Guernesey (successifs)                | Peter Harwood                 | 1er mai 2012      |
| Herm                                                                                | Dépendance de Guernesey                                                                                       | Premiers ministres de Guernesey (successifs)                | Lyndon Trott                  | 1er mai 2008      |
| Herm                                                                                | Dépendance de Guernesey                                                                                       | Tenant                                                      | John Singer                   | 1er octobre 2008  |
| Jersey                                                                              | Dépendance de la Couronne britannique                                                                         | La Reine, Duc de Normandie                                  | Élisabeth II                  | 6 février 1952    |
| Jersey                                                                              | Dépendance de la Couronne britannique                                                                         | Lieutenant-gouverneur                                       | John McColl                   | 26 septembre 2011 |
| Jersey                                                                              | Dépendance de la Couronne britannique                                                                         | Bailli                                                      | Michael Birt                  | juin 2009         |
| Jersey                                                                              | Dépendance de la Couronne britannique                                                                         | Premier ministre                                            | Ian Gorst                     | 18 novembre 2011  |
| Jéthou                                                                              | Dépendance de Guernesey                                                                                       | Lieutenant-gouverneur de Guernesey                          | Peter Walker                  | 15 avril 2011     |
| Jéthou                                                                              | Dépendance de Guernesey                                                                                       | Baillis de Guernesey (successifs)                           | Richard Collas                | 23 mars 2012      |
| Jéthou                                                                              | Dépendance de Guernesey                                                                                       | Baillis de Guernesey (successifs)                           | Geoffrey Rowland              | 16 juin 2005      |
| Jéthou                                                                              | Dépendance de Guernesey                                                                                       | Premiers ministres de Guernesey (successifs)                | Peter Harwood                 | 1er mai 2012      |
| Jéthou                                                                              | Dépendance de Guernesey                                                                                       | Premiers ministres de Guernesey (successifs)                | Lyndon Trott                  | 1er mai 2008      |
| Jéthou                                                                              | Dépendance de Guernesey                                                                                       | Subtenant                                                   | Peter Ogden                   | 1994              |
| Man (île de)                                                                        | Dépendance de la Couronne britannique                                                                         | La Reine, Seigneur de Man                                   | Élisabeth II                  | 6 février 1952    |
| Man (île de)                                                                        | Dépendance de la Couronne britannique                                                                         | Lieutenant-gouverneur                                       | Adam Wood                     | 7 avril 2011      |
| Man (île de)                                                                        | Dépendance de la Couronne britannique                                                                         | Premier deemster                                            | Ashleigh Fischer              | 2011              |
| Man (île de)                                                                        | Dépendance de la Couronne britannique                                                                         | Premier ministre                                            | Allan Bell                    | 11 octobre 2011   |
| Montserrat                                                                          | Territoire britannique d'outre-mer                                                                            | Reine                                                       | Élisabeth II                  | 6 février 1952    |
| Montserrat                                                                          | Territoire britannique d'outre-mer                                                                            | Gouverneur                                                  | Adrian Davis                  | 8 avril 2011      |
| Montserrat                                                                          | Territoire britannique d'outre-mer                                                                            | Premier ministre                                            | Reuben Meade                  | 10 septembre 2009 |
| Océan Indien (Territoire britannique de l') (British Indian Ocean Territory - BIOT) | Territoire britannique d'outre-mer                                                                            | Reine                                                       | Élisabeth II                  | 6 février 1952    |
| Océan Indien (Territoire britannique de l') (British Indian Ocean Territory - BIOT) | Territoire britannique d'outre-mer                                                                            | Commissaires (successifs)                                   | Peter Hayes                   | 17 octobre 2012   |
| Océan Indien (Territoire britannique de l') (British Indian Ocean Territory - BIOT) | Territoire britannique d'outre-mer                                                                            | Commissaires (successifs)                                   | Colin Roberts                 | 23 juin 2008      |
| Océan Indien (Territoire britannique de l') (British Indian Ocean Territory - BIOT) | Territoire britannique d'outre-mer                                                                            | Administrateur                                              | John McManus                  | avril 2011        |
| Océan Indien (Territoire britannique de l') (British Indian Ocean Territory - BIOT) | Territoire britannique d'outre-mer                                                                            | Représentant du commissaire                                 | Richard G.C. Marshall         | janvier 2011      |
| Pitcairn (îles)                                                                     | Territoire britannique d'outre-mer                                                                            | Reine                                                       | Élisabeth II                  | 6 février 1952    |
| Pitcairn (îles)                                                                     | Territoire britannique d'outre-mer                                                                            | Gouverneur                                                  | Victoria Treadell             | 29 mai 2010       |
| Pitcairn (îles)                                                                     | Territoire britannique d'outre-mer                                                                            | Maire                                                       | Mike Warren                   | 9 décembre 2007   |
| Rockall (Écosse)                                                                    | Îlot inhabité et isolé rattaché au Conseil unitaire Hebrides Extérieures                                      | Secrétaire d'État pour l'Écosse                             | Danny Alexander               | 3 octobre 2008    |
| Rockall (Écosse)                                                                    | Îlot inhabité et isolé rattaché au Conseil unitaire Hebrides Extérieures                                      | Premier ministre d'Écosse                                   | Alex Salmond                  | 17 mai 2007       |
| Rockall (Écosse)                                                                    | Îlot inhabité et isolé rattaché au Conseil unitaire Hebrides Extérieures                                      | Présidents du Conseil des Hébrides Extérieures (successifs) | Norman A Macdonald            | 10 mai 2012       |
| Rockall (Écosse)                                                                    | Îlot inhabité et isolé rattaché au Conseil unitaire Hebrides Extérieures                                      | Présidents du Conseil des Hébrides Extérieures (successifs) | Alex A Macdonald              | 18 mai 1999       |
| Sainte-Hélène, Ascension et Tristan da Cunha                                        | Territoire britannique d'outre-mer                                                                            | Reine                                                       | Élisabeth II                  | 6 février 1952    |
| Sainte-Hélène, Ascension et Tristan da Cunha                                        | Territoire britannique d'outre-mer                                                                            | Gouverneur                                                  | Mark Capes                    | 29 octobre 2011   |
| Sercq                                                                               | Dépendance de Guernesey                                                                                       | Lieutenant-gouverneur de Guernesey                          | Peter Walker                  | 15 avril 2011     |
| Sercq                                                                               | Dépendance de Guernesey                                                                                       | Baillis de Guernesey (successifs)                           | Richard Collas                | 23 mars 2012      |
| Sercq                                                                               | Dépendance de Guernesey                                                                                       | Baillis de Guernesey (successifs)                           | Geoffrey Rowland              | 16 juin 2005      |
| Sercq                                                                               | Dépendance de Guernesey                                                                                       | Premiers ministres de Guernesey (successifs)                | Peter Harwood                 | 1er mai 2012      |
| Sercq                                                                               | Dépendance de Guernesey                                                                                       | Premiers ministres de Guernesey (successifs)                | Lyndon Trott                  | 1er mai 2008      |
| Sercq                                                                               | Dépendance de Guernesey                                                                                       | Seigneur                                                    | Michael Beaumont              | 14 juillet 1974   |
| Tristan da Cunha                                                                    | Dépendance de Sainte-Hélène, Ascension et Tristan da Cunha                                                    | Gouverneur de Sainte-Hélène, Ascension et Tristan da Cunha  | Mark Capes                    | 29 octobre 2011   |
| Tristan da Cunha                                                                    | Dépendance de Sainte-Hélène, Ascension et Tristan da Cunha                                                    | Administrateur                                              | Sean Burns                    | 15 septembre 2010 |
| Turques-et-Caïques (îles)                                                           | Territoire britannique d'outre-mer                                                                            | Reine                                                       | Élisabeth II                  | 6 février 1952    |
| Turques-et-Caïques (îles)                                                           | Territoire britannique d'outre-mer                                                                            | Gouverneur                                                  | Ric Todd                      | 12 septembre 2011 |
| Turques-et-Caïques (îles)                                                           | Territoire britannique d'outre-mer                                                                            | Premier ministre (successifs)                               | Rufus Ewing                   | 13 novembre 2012  |
| Turques-et-Caïques (îles)                                                           | Territoire britannique d'outre-mer                                                                            | Premier ministre (successifs)                               | Fonction suspendue            | 14 août 2009      |
| Vierges (îles britanniques)                                                         | Territoire britannique d'outre-mer                                                                            | Reine                                                       | Élisabeth II                  | 6 février 1952    |
| Vierges (îles britanniques)                                                         | Territoire britannique d'outre-mer                                                                            | Gouverneur                                                  | William Boyd McCleary         | 20 août 2010      |
| Vierges (îles britanniques)                                                         | Territoire britannique d'outre-mer                                                                            | Vice-gouverneur                                             | Vivian Inez Archibald         | 15 septembre 2008 |
| Vierges (îles britanniques)                                                         | Territoire britannique d'outre-mer                                                                            | Premier ministre                                            | Orlando Smith                 | 9 novembre 2011   |

## Territoires spéciaux des États-Unis
| Territoires                                                                                              | Souveraineté & statut                                                                           | Fonction                            | Nom                  | Depuis le         |
| --- | ----------------------------------------------------------------------------------------------- | ----------------------------------- | -------------------- | ----------------- |
| Île Baker (Pacific Remote Islands Marine National Monument, Île mineure éloignée des États-Unis)         | États-Unis (Territoire non incorporé, non organisé, inhabité)                                   | Président                           | Barack Obama         | 20 janvier 2009   |
| Île Baker (Pacific Remote Islands Marine National Monument, Île mineure éloignée des États-Unis)         | États-Unis (Territoire non incorporé, non organisé, inhabité)                                   | Directeur de la USFWS               | Daniel M. Ashe       | 6 décembre 2010   |
| Guam | États-Unis (Territoire non incorporé, organisé)                                                 | Président                           | Barack Obama         | 20 janvier 2009   |
| Guam | États-Unis (Territoire non incorporé, organisé)                                                 | Gouverneur                          | Eddie Calvo          | 3 janvier 2011    |
| Guantanamo Bay                                                                                           | États-Unis (Base militaire louée aux États-Unis)                                                | Commandants de la base (successifs) | John R. Nettleton    | 29 juin 2012      |
| Guantanamo Bay                                                                                           | États-Unis (Base militaire louée aux États-Unis)                                                | Commandants de la base (successifs) | Kirk Hibbert         | 23 septembre 2010 |
| Île Howland (Pacific Remote Islands Marine National Monument, Île mineure éloignée des États-Unis)       | États-Unis (Territoire non incorporé, non organisé, inhabité)                                   | Président                           | Barack Obama         | 20 janvier 2009   |
| Île Howland (Pacific Remote Islands Marine National Monument, Île mineure éloignée des États-Unis)       | États-Unis (Territoire non incorporé, non organisé, inhabité)                                   | Directeur de la USFWS               | Daniel M. Ashe       | 6 décembre 2010   |
| Île Jarvis (Pacific Remote Islands Marine National Monument, Île mineure éloignée des États-Unis)        | États-Unis (Territoire non incorporé, non organisé, inhabité)                                   | Président                           | Barack Obama         | 20 janvier 2009   |
| Île Jarvis (Pacific Remote Islands Marine National Monument, Île mineure éloignée des États-Unis)        | États-Unis (Territoire non incorporé, non organisé, inhabité)                                   | Directeur de la USFWS               | Daniel M. Ashe       | 6 décembre 2010   |
| Atoll Johnston (Pacific Remote Islands Marine National Monument, Île mineure éloignée des États-Unis)    | États-Unis (Territoire non incorporé, non organisé, inhabité)                                   | Président                           | Barack Obama         | 20 janvier 2009   |
| Atoll Johnston (Pacific Remote Islands Marine National Monument, Île mineure éloignée des États-Unis)    | États-Unis (Territoire non incorporé, non organisé, inhabité)                                   | Directeur de la USFWS,              | Daniel M. Ashe       | 6 décembre 2010et |
| Récif Kingman (Pacific Remote Islands Marine National Monument, Île mineure éloignée des États-Unis)     | États-Unis (Territoire non incorporé, non organisé, inhabité)                                   | Président                           | Barack Obama         | 20 janvier 2009   |
| Récif Kingman (Pacific Remote Islands Marine National Monument, Île mineure éloignée des États-Unis)     | États-Unis (Territoire non incorporé, non organisé, inhabité)                                   | Directeur de la USFWS               | Daniel M. Ashe       | 6 décembre 2010   |
| Mariannes du Nord (îles)                                                                                 | États-Unis (État libre associé, non incorporé, organisé)                                        | Président                           | Barack Obama         | 20 janvier 2009   |
| Mariannes du Nord (îles)                                                                                 | États-Unis (État libre associé, non incorporé, organisé)                                        | Gouverneur                          | Benigno Fitial       | 9 janvier 2006    |
| Mariannes du Nord (îles)                                                                                 | États-Unis (État libre associé, non incorporé, organisé)                                        | Lieutenant gouverneur               | Eloy Songao Inos     | 1er mai 2009      |
| Midway (îles) (Pacific Remote Islands Marine National Monument, Île mineure éloignée des États-Unis)     | États-Unis (Territoire non incorporé, non organisé, inhabité)                                   | Président                           | Barack Obama         | 20 janvier 2009   |
| Midway (îles) (Pacific Remote Islands Marine National Monument, Île mineure éloignée des États-Unis)     | États-Unis (Territoire non incorporé, non organisé, inhabité)                                   | Directeur de la USFWS               | Daniel M. Ashe       | 6 décembre 2010   |
| Île de la Navasse (Pacific Remote Islands Marine National Monument, Île mineure éloignée des États-Unis) | États-Unis (Territoire non incorporé, non organisé, inhabité, revendiqué par Haïti)             | Président                           | Barack Obama         | 20 janvier 2009   |
| Île de la Navasse (Pacific Remote Islands Marine National Monument, Île mineure éloignée des États-Unis) | États-Unis (Territoire non incorporé, non organisé, inhabité, revendiqué par Haïti)             | Directeur de la USFWS               | Daniel M. Ashe       | 6 décembre 2010   |
| Atoll Palmyra (Pacific Remote Islands Marine National Monument, Île mineure éloignée des États-Unis)     | États-Unis (Territoire incorporé, non organisé)                                                 | Président                           | Barack Obama         | 20 janvier 2009   |
| Atoll Palmyra (Pacific Remote Islands Marine National Monument, Île mineure éloignée des États-Unis)     | États-Unis (Territoire incorporé, non organisé)                                                 | Directeur de la USFWS,              | Daniel M. Ashe       | 6 décembre 2010   |
| Atoll Palmyra (Pacific Remote Islands Marine National Monument, Île mineure éloignée des États-Unis)     | États-Unis (Territoire incorporé, non organisé)                                                 | Gestionnaire                        | Jordan Jokiel        | 2011?             |
| Porto Rico                                                                                               | États-Unis (État libre associé, non incorporé, organisé)                                        | Président                           | Barack Obama         | 20 janvier 2009   |
| Porto Rico                                                                                               | États-Unis (État libre associé, non incorporé, organisé)                                        | Gouverneur                          | Luis Fortuño         | 2 janvier 2009    |
| Samoa américaines (îles)                                                                                 | États-Unis (Territoire non incorporé, non organisé)                                             | Président                           | Barack Obama         | 20 janvier 2009   |
| Samoa américaines (îles)                                                                                 | États-Unis (Territoire non incorporé, non organisé)                                             | Gouverneur                          | Togiola Tulafono     | 26 mars 2003      |
| Vierges américaines (îles)                                                                               | États-Unis (Territoire non incorporé, organisé)                                                 | Président                           | Barack Obama         | 20 janvier 2009   |
| Vierges américaines (îles)                                                                               | États-Unis (Territoire non incorporé, organisé)                                                 | Gouverneur                          | John de Jongh        | 1er janvier 2007  |
| Wake (Pacific Remote Islands Marine National Monument, Île mineure éloignée des États-Unis)              | États-Unis (Territoire non incorporé, non organisé, inhabité, revendiqué par les Îles Marshall) | Président                           | Barack Obama         | 20 janvier 2009   |
| Wake (Pacific Remote Islands Marine National Monument, Île mineure éloignée des États-Unis)              | États-Unis (Territoire non incorporé, non organisé, inhabité, revendiqué par les Îles Marshall) | Administrateur                      | Anthony M. Babauta   | septembre 2009    |
| Wake (Pacific Remote Islands Marine National Monument, Île mineure éloignée des États-Unis)              | États-Unis (Territoire non incorporé, non organisé, inhabité, revendiqué par les Îles Marshall) | Gouverneur                          | Charles A. Blanchard | juin 2009         |

## Territoires extérieurs, intérieurs et associés de l'Australie
Les territoires sont classés par ordre alphabétique de la partie principale de leur nom.
| Territoires                                                                 | Souveraineté et statut                                                                                            | Fonction                                                                                            | Nom                      | Depuis le         |
| --------------------------------------------------------------------------- | --- | --------------------------------------------------------------------------------------------------- | ------------------------ | ----------------- |
| Ashmore-et-Cartier (îles) (Ashmore and Cartier Islands)                     | Australie (Territoire extérieur)                                                                                  | Reine d'Australie                                                                                   | Élisabeth II             | 6 février 1952    |
| Ashmore-et-Cartier (îles) (Ashmore and Cartier Islands)                     | Australie (Territoire extérieur)                                                                                  | Gouverneure générale                                                                                | Quentin Bryce            | 5 septembre 2008  |
| Ashmore-et-Cartier (îles) (Ashmore and Cartier Islands)                     | Australie (Territoire extérieur)                                                                                  | Ministre australien de l'Australie régionale, de développement régional et des Gouvernements locaux | Simon Crean              | 14 septembre 2010 |
| Ashmore-et-Cartier (îles) (Ashmore and Cartier Islands)                     | Australie (Territoire extérieur)                                                                                  | Ministres en chef du Territoire du Nord (successifs)                                                | Terry Mills              | 29 août 2012      |
| Ashmore-et-Cartier (îles) (Ashmore and Cartier Islands)                     | Australie (Territoire extérieur)                                                                                  | Ministres en chef du Territoire du Nord (successifs)                                                | Paul Henderson           | 26 novembre 2007  |
| Christmas (île) (Christmas Island)                                          | Australie (Territoire extérieur)                                                                                  | Reine d'Australie                                                                                   | Élisabeth II             | 6 février 1952    |
| Christmas (île) (Christmas Island)                                          | Australie (Territoire extérieur)                                                                                  | Gouverneure générale                                                                                | Quentin Bryce            | 5 septembre 2008  |
| Christmas (île) (Christmas Island)                                          | Australie (Territoire extérieur)                                                                                  | Administrateurs (successifs)                                                                        | Jon Stanhope             | 5 octobre 2012    |
| Christmas (île) (Christmas Island)                                          | Australie (Territoire extérieur)                                                                                  | Administrateurs (successifs)                                                                        | Brian Lacy               | 5 octobre 2009    |
| Christmas (île) (Christmas Island)                                          | Australie (Territoire extérieur)                                                                                  | Président du comté                                                                                  | Foo Kee Heng             | 18 octobre 2011   |
| Cocos (îles) (Cocos (Keeling) Islands)                                      | Australie (Territoire extérieur)                                                                                  | Reine d'Australie                                                                                   | Élisabeth II             | 6 février 1952    |
| Cocos (îles) (Cocos (Keeling) Islands)                                      | Australie (Territoire extérieur)                                                                                  | Gouverneure générale                                                                                | Quentin Bryce            | 5 septembre 2008  |
| Cocos (îles) (Cocos (Keeling) Islands)                                      | Australie (Territoire extérieur)                                                                                  | Administrateurs (successifs)                                                                        | Jon Stanhope             | 5 octobre 2012    |
| Cocos (îles) (Cocos (Keeling) Islands)                                      | Australie (Territoire extérieur)                                                                                  | Administrateurs (successifs)                                                                        | Brian Lacy               | 5 octobre 2009    |
| Cocos (îles) (Cocos (Keeling) Islands)                                      | Australie (Territoire extérieur)                                                                                  | Président du comté                                                                                  | Aindil Minkom            | 29 juin 2011      |
| Corail (îles de la mer de) (Coral Sea Islands)                              | Australie (Territoire extérieur)                                                                                  | Reine d'Australie                                                                                   | Élisabeth II             | 6 février 1952    |
| Corail (îles de la mer de) (Coral Sea Islands)                              | Australie (Territoire extérieur)                                                                                  | Gouverneure générale                                                                                | Quentin Bryce            | 5 septembre 2008  |
| Corail (îles de la mer de) (Coral Sea Islands)                              | Australie (Territoire extérieur)                                                                                  | Ministre australien de l'Australie régionale, de développement régional et des Gouvernements locaux | Simon Crean              | 14 septembre 2010 |
| Corail (îles de la mer de) (Coral Sea Islands)                              | Australie (Territoire extérieur)                                                                                  | Ministre en chef du Territoire de la capitale australienne                                          | Katy Gallagher           | 16 mai 2011       |
| Heard-et-MacDonald (îles) (Heard and MacDonald Islands)                     | Australie (Territoire extérieur)                                                                                  | Reine d'Australie                                                                                   | Élisabeth II             | 6 février 1952    |
| Heard-et-MacDonald (îles) (Heard and MacDonald Islands)                     | Australie (Territoire extérieur)                                                                                  | Gouverneure générale                                                                                | Quentin Bryce            | 5 septembre 2008  |
| Heard-et-MacDonald (îles) (Heard and MacDonald Islands)                     | Australie (Territoire extérieur)                                                                                  | Directeur du Département australien de l'Antarctique                                                | Tony Fleming             | août 2011         |
| Îles du détroit de Torres                                                   | Queensland (Territoire appartenant à l'État Queensland avec un statut spécial)                                    | Gouverneure de Queensland                                                                           | Penelope Wensley         | 28 juillet 2008   |
| Îles du détroit de Torres                                                   | Queensland (Territoire appartenant à l'État Queensland avec un statut spécial)                                    | Premiers ministres de Queensland (successifs)                                                       | Campbell Newman          | 26 mars 2012      |
| Îles du détroit de Torres                                                   | Queensland (Territoire appartenant à l'État Queensland avec un statut spécial)                                    | Premiers ministres de Queensland (successifs)                                                       | Anna Bligh               | 13 septembre 2007 |
| Îles du détroit de Torres                                                   | Queensland (Territoire appartenant à l'État Queensland avec un statut spécial)                                    | Président de l’autorité régionale (TSRA)                                                            | John Toshie Kris         | Mai 2004          |
| Île Lord Howe                                                               | Nouvelle-Galles du Sud (Zone non incorporée avec auto-gouvernance de l'État Nouvelle-Galles du Sud)               | Gouverneure de Nouvelle-Galles-du-Sud                                                               | Marie Bashir             | 1er mars 2001     |
| Île Lord Howe                                                               | Nouvelle-Galles du Sud (Zone non incorporée avec auto-gouvernance de l'État Nouvelle-Galles du Sud)               | Premier ministre de la Nouvelle-Galles du Sud                                                       | Barry O'Farrell          | 28 mars 2011      |
| Île Lord Howe                                                               | Nouvelle-Galles du Sud (Zone non incorporée avec auto-gouvernance de l'État Nouvelle-Galles du Sud)               | Présidents du Conseil de Lord Howe Island (successifs)                                              | Bob Conroy               | 19 novembre 2012  |
| Île Lord Howe                                                               | Nouvelle-Galles du Sud (Zone non incorporée avec auto-gouvernance de l'État Nouvelle-Galles du Sud)               | Présidents du Conseil de Lord Howe Island (successifs)                                              | Barney Nichols (intérim) | Juillet 2012      |
| Île Lord Howe                                                               | Nouvelle-Galles du Sud (Zone non incorporée avec auto-gouvernance de l'État Nouvelle-Galles du Sud)               | Présidents du Conseil de Lord Howe Island (successifs)                                              | Alistair Henchman        | April 2008        |
| Macquarie                                                                   | Tasmanie (Îlot inhabité et isolé rattaché à la zone de gouvernement local Huon Valley Council de l'État Tasmanie) | Gouverneur de Tasmanie                                                                              | Peter Underwood          | 2 avril 2008      |
| Macquarie                                                                   | Tasmanie (Îlot inhabité et isolé rattaché à la zone de gouvernement local Huon Valley Council de l'État Tasmanie) | Premier ministre de Tasmanie                                                                        | Lara Giddings            | 24 janvier 2011   |
| Macquarie                                                                   | Tasmanie (Îlot inhabité et isolé rattaché à la zone de gouvernement local Huon Valley Council de l'État Tasmanie) | Maire de Huon Valley Council                                                                        | Robert Armstrong         | ?                 |
| Macquarie                                                                   | Tasmanie (Îlot inhabité et isolé rattaché à la zone de gouvernement local Huon Valley Council de l'État Tasmanie) | Directeur du Parks and Wildlife Service de Tasmanie                                                 | Peter Mooney             | .../août 2008     |
| Norfolk (île) (Norfolk Island)                                              | Australie (Territoire associé autogouverné)                                                                       | Reine d'Australie                                                                                   | Élisabeth II             | 6 février 1952    |
| Norfolk (île) (Norfolk Island)                                              | Australie (Territoire associé autogouverné)                                                                       | Gouverneure générale                                                                                | Quentin Bryce            | 5 septembre 2008  |
| Norfolk (île) (Norfolk Island)                                              | Australie (Territoire associé autogouverné)                                                                       | Administrateurs (successifs)                                                                        | Neil Pope                | 2 avril 2012      |
| Norfolk (île) (Norfolk Island)                                              | Australie (Territoire associé autogouverné)                                                                       | Administrateurs (successifs)                                                                        | Owen Walsh               | 2 octobre 2008    |
| Norfolk (île) (Norfolk Island)                                              | Australie (Territoire associé autogouverné)                                                                       | Chief minister                                                                                      | David Buffet             | 24 mars 2010      |
| Territoire antarctique australien (Australian Antarctic Territory)          | Australie (Territoire extérieur)                                                                                  | Reine d'Australie                                                                                   | Élisabeth II             | 6 février 1952    |
| Territoire antarctique australien (Australian Antarctic Territory)          | Australie (Territoire extérieur)                                                                                  | Gouverneure générale                                                                                | Quentin Bryce            | 5 septembre 2008  |
| Territoire antarctique australien (Australian Antarctic Territory)          | Australie (Territoire extérieur)                                                                                  | Directeur du Département australien de l'Antarctique                                                | Tony Fleming             | août 2011         |
| Territoire de la capitale australienne (Australian Capital Territory – ACT) | Australie (Territoire intérieur)                                                                                  | Reine d'Australie                                                                                   | Élisabeth II             | 6 février 1952    |
| Territoire de la capitale australienne (Australian Capital Territory – ACT) | Australie (Territoire intérieur)                                                                                  | Gouverneure générale                                                                                | Quentin Bryce            | 5 septembre 2008  |
| Territoire de la capitale australienne (Australian Capital Territory – ACT) | Australie (Territoire intérieur)                                                                                  | Ministre en chef                                                                                    | Katy Gallagher           | 16 mai 2001       |
| Territoire de la baie de Jervis (Jervis Bay Territory – JBT)                | Australie (Territoire intérieur)                                                                                  | Reine d'Australie                                                                                   | Élisabeth II             | 6 février 1952    |
| Territoire de la baie de Jervis (Jervis Bay Territory – JBT)                | Australie (Territoire intérieur)                                                                                  | Gouverneure générale                                                                                | Quentin Bryce            | 5 septembre 2008  |
| Territoire de la baie de Jervis (Jervis Bay Territory – JBT)                | Australie (Territoire intérieur)                                                                                  | Ministre en chef du Territoire de la capitale australienne                                          | Katy Gallagher           | 16 mai 2011       |
| Territoire de la baie de Jervis (Jervis Bay Territory – JBT)                | Australie (Territoire intérieur)                                                                                  | Directrice regionale du Territoire de la baie de Jervis                                             | Sheryl Klaffer           | 2009              |
| Territoire du Nord (Northern Territory – NT)                                | Australie (Territoire intérieur)                                                                                  | Reine d'Australie                                                                                   | Élisabeth II             | 6 février 1952    |
| Territoire du Nord (Northern Territory – NT)                                | Australie (Territoire intérieur)                                                                                  | Gouverneure générale                                                                                | Quentin Bryce            | 5 septembre 2008  |
| Territoire du Nord (Northern Territory – NT)                                | Australie (Territoire intérieur)                                                                                  | Administratrice                                                                                     | Sally Thomas             | 31 octobre 2011   |
| Territoire du Nord (Northern Territory – NT)                                | Australie (Territoire intérieur)                                                                                  | Ministres en chef (successifs)                                                                      | Terry Mills              | 29 août 2012      |
| Territoire du Nord (Northern Territory – NT)                                | Australie (Territoire intérieur)                                                                                  | Ministres en chef (successifs)                                                                      | Paul Henderson           | }                 |

## Territoires spéciaux des Pays-Bas
| Territoires                  | Souveraineté & statut                                                                                    | Fonction                                                                         | Nom                                         | Depuis le         |
| ---------------------------- | --- | -------------------------------------------------------------------------------- | ------------------------------------------- | ----------------- |
| Aruba                        | Pays-Bas (Pays constitutif du Royaume des Pays-Bas)                                                      | Reine                                                                            | Béatrix des Pays-Bas                        | 30 avril 1980     |
| Aruba                        | Pays-Bas (Pays constitutif du Royaume des Pays-Bas)                                                      | Gouverneur                                                                       | Fredis Refunjol                             | 1er mai 2004      |
| Aruba                        | Pays-Bas (Pays constitutif du Royaume des Pays-Bas)                                                      | Ministre-président                                                               | Mike Eman                                   | 30 octobre 2009   |
| Bonaire                      | Pays-Bas (Commune néerlandaise à statut particulier, rattachée à la province de Hollande-Septentrionale) | Reine                                                                            | Béatrix des Pays-Bas                        | 30 avril 1980     |
| Bonaire                      | Pays-Bas (Commune néerlandaise à statut particulier, rattachée à la province de Hollande-Septentrionale) | Lieutenant-gouverneurs (successifs)                                              | Lydia Emerencia                             | 1er mars 2012     |
| Bonaire                      | Pays-Bas (Commune néerlandaise à statut particulier, rattachée à la province de Hollande-Septentrionale) | Lieutenant-gouverneurs (successifs)                                              | Peter Silberie (par intérim)                | 1er janvier 2012  |
| Bonaire                      | Pays-Bas (Commune néerlandaise à statut particulier, rattachée à la province de Hollande-Septentrionale) | Lieutenant-gouverneurs (successifs)                                              | Glenn Thodé                                 | 24 octobre 2008   |
| Bonaire                      | Pays-Bas (Commune néerlandaise à statut particulier, rattachée à la province de Hollande-Septentrionale) | Représentant national pour les entités publiques Bonaire, Saba et Sint Eustatius | Wilbert Stolte                              | 1er mai 2011      |
| Curaçao                      | Pays-Bas (Pays constitutif du Royaume des Pays-Bas)                                                      | Reine                                                                            | Béatrix des Pays-Bas                        | 30 avril 1980     |
| Curaçao                      | Pays-Bas (Pays constitutif du Royaume des Pays-Bas)                                                      | Gouverneurs (successifs)                                                         | Adeel P. van der Pluijm-Vrede (par intérim) | 24 novembre 2012  |
| Curaçao                      | Pays-Bas (Pays constitutif du Royaume des Pays-Bas)                                                      | Gouverneurs (successifs)                                                         | Frits Goedgedrag                            | 10 octobre 2010   |
| Curaçao                      | Pays-Bas (Pays constitutif du Royaume des Pays-Bas)                                                      | Ministres-présidents (successifs)                                                | Daniel Hodge                                | 31 décembre 2012  |
| Curaçao                      | Pays-Bas (Pays constitutif du Royaume des Pays-Bas)                                                      | Ministres-présidents (successifs)                                                | Stanley Betrian (par intérim)               | 29 septembre 2012 |
| Curaçao                      | Pays-Bas (Pays constitutif du Royaume des Pays-Bas)                                                      | Ministres-présidents (successifs)                                                | Gerrit Fransisco Schotte                    | 10 octobre 2010   |
| Saba                         | Pays-Bas (commune néerlandaise à statut particulier, rattachée à la province de Hollande-Septentrionale) | Reine                                                                            | Béatrix des Pays-Bas                        | 30 avril 1980     |
| Saba                         | Pays-Bas (commune néerlandaise à statut particulier, rattachée à la province de Hollande-Septentrionale) | Lieutenant-gouverneur                                                            | Jonathan G.A. Johnson                       | 2 juillet 2008    |
| Saba                         | Pays-Bas (commune néerlandaise à statut particulier, rattachée à la province de Hollande-Septentrionale) | Représentant national pour les entités publiques Bonaire, Saba et Sint Eustatius | Wilbert Stolte                              | 1er mai 2011      |
| Saint-Eustache               | Pays-Bas (Commune néerlandaise à statut particulier, rattachée à la province de Hollande-Septentrionale) | Reine                                                                            | Béatrix des Pays-Bas                        | 30 avril 1980     |
| Saint-Eustache               | Pays-Bas (Commune néerlandaise à statut particulier, rattachée à la province de Hollande-Septentrionale) | Lieutenant-gouverneur                                                            | Gerald Berkel                               | 1er avril 2010    |
| Saint-Eustache               | Pays-Bas (Commune néerlandaise à statut particulier, rattachée à la province de Hollande-Septentrionale) | Représentant national pour les entités publiques Bonaire, Saba et Sint Eustatius | Wilbert Stolte                              | 1er mai 2011      |
| Sint-Maarten ou Saint-Martin | Pays-Bas (Pays constitutif du Royaume des Pays-Bas)                                                      | Reine                                                                            | Béatrix des Pays-Bas                        | 30 avril 1980     |
| Sint-Maarten ou Saint-Martin | Pays-Bas (Pays constitutif du Royaume des Pays-Bas)                                                      | Gouverneur                                                                       | Eugene Holiday                              | 10 octobre 2010   |
| Sint-Maarten ou Saint-Martin | Pays-Bas (Pays constitutif du Royaume des Pays-Bas)                                                      | Ministre-président                                                               | Sarah Wescot-Williams                       | 10 octobre 2010   |

## Dépendances et territoires spéciaux de Norvège
| Territoires et statut    | Partie de                                                | Fonction                                  | Nom                | Depuis le         |
| ------------------------ | -------------------------------------------------------- | ----------------------------------------- | ------------------ | ----------------- |
| Bouvet (Île)             | Norvège (Dépendance inhabitée)                           | Roi de Norvège                            | Harald V           | 17 janvier 1991   |
| Bouvet (Île)             | Norvège (Dépendance inhabitée)                           | Directeur de l'Institut polaire norvégien | Jan-Gunnar Winther | 2005              |
| Jan Mayen (Île)          | Norvège (Territoire administré par le comté de Nordland) | Roi de Norvège                            | Harald V           | 17 janvier 1991   |
| Jan Mayen (Île)          | Norvège (Territoire administré par le comté de Nordland) | Gouverneur du Nordland                    | Hill-Marta Solberg | 1er octobre 2005  |
| Pierre Ier (Île)         | Norvège (Dépendance inhabitée)                           | Roi de Norvège                            | Harald V           | 17 janvier 1991   |
| Pierre Ier (Île)         | Norvège (Dépendance inhabitée)                           | Directeur de l'Institut polaire norvégien | Jan-Gunnar Winther | 2005              |
| Reine-Maud (Terre de la) | Norvège (Dépendance inhabitée)                           | Roi de Norvège                            | Harald V           | 17 janvier 1991   |
| Reine-Maud (Terre de la) | Norvège (Dépendance inhabitée)                           | Directeur de l'Institut polaire norvégien | Jan-Gunnar Winther | 2005              |
| Svalbard                 | Norvège (Territoire à souveraineté spéciale)             | Roi de Norvège                            | Harald V           | 17 janvier 1991   |
| Svalbard                 | Norvège (Territoire à souveraineté spéciale)             | Gouverneur                                | Odd Olsen Ingerø   | 16 septembre 2009 |

## Dépendances et territoires spéciaux de Nouvelle-Zélande
| Territoires et statut                                         | Partie de        | Fonction                                                     | Nom                  | Depuis le        |
| ------------------------------------------------------------- | ---------------- | ------------------------------------------------------------ | -------------------- | ---------------- |
| Cook (Îles) (État insulaire indépendant en libre association) | Nouvelle-Zélande | Reine                                                        | Élisabeth II         | 6 février 1952   |
| Cook (Îles) (État insulaire indépendant en libre association) | Nouvelle-Zélande | Représentant de la Reine                                     | Frederick Goodwin    | février 2001     |
| Cook (Îles) (État insulaire indépendant en libre association) | Nouvelle-Zélande | Haut-Commissaire, représentant de la Nouvelle-Zélande        | John McGregor Carter | 1er août 2011    |
| Cook (Îles) (État insulaire indépendant en libre association) | Nouvelle-Zélande | Premier ministre                                             | Henry Puna           | 30 novembre 2010 |
| Niue (Île) (État insulaire indépendant en libre association)  | Nouvelle-Zélande | Reine                                                        | Élisabeth II         | 6 février 1952   |
| Niue (Île) (État insulaire indépendant en libre association)  | Nouvelle-Zélande | Haut commissaire                                             | Mark Blumsky         | octobre 2010     |
| Niue (Île) (État insulaire indépendant en libre association)  | Nouvelle-Zélande | Premier ministre                                             | Toke Tufukia Talagi  | 19 juin 2008     |
| Ross (Dépendance de) (Dépendance)                             | Nouvelle-Zélande | Reine                                                        | Élisabeth II         | 6 février 1952   |
| Ross (Dépendance de) (Dépendance)                             | Nouvelle-Zélande | Gouverneur général                                           | Jerry Mateparae      | 31 août 2011     |
| Ross (Dépendance de) (Dépendance)                             | Nouvelle-Zélande | Chef de la direction de l'Antarctique de la Nouvelle-Zélande | Lou Sanson           | août 2002        |
| Tokelau (Atolls) (État insulaire autonome)                    | Nouvelle-Zélande | Reine                                                        | Élisabeth II         | 6 février 1952   |
| Tokelau (Atolls) (État insulaire autonome)                    | Nouvelle-Zélande | Administrateur                                               | Jonathan Kings       | février 2011     |
| Tokelau (Atolls) (État insulaire autonome)                    | Nouvelle-Zélande | Chefs du gouvernement (successifs)                           | Kelihiano Kalolo     | février 2012     |
| Tokelau (Atolls) (État insulaire autonome)                    | Nouvelle-Zélande | Chefs du gouvernement (successifs)                           | Foua Toloa           | 11 mars 2011     |

## Autres territoires autonomes
Pour plus des divisions administratives, subdivisions, gouvernements en exil, micronations, autres territoires, peuples, etc voir Liste des principaux dirigeants locaux
| Territoires et statut                                                             | Partie de                  | Fonction                                                   | Nom                                    | Depuis le          |
| --------------------------------------------------------------------------------- | -------------------------- | ---------------------------------------------------------- | -------------------------------------- | ------------------ |
| Açores (Région autonome portugaise)                                               | Portugal                   | Représentant de la République                              | Pedro Manuel dos Reis Alves Catarino   | 11 avril 2011      |
| Açores (Région autonome portugaise)                                               | Portugal                   | Présidents du Gouvernement (successifs)                    | Vasco Cordeiro                         | 6 novembre 2012    |
| Açores (Région autonome portugaise)                                               | Portugal                   | Présidents du Gouvernement (successifs)                    | Carlos César                           | 9 novembre 1996    |
| Açores (Région autonome portugaise)                                               | Portugal                   | Vice-président du Gouvernement                             | Sérgio Humberto Rocha de Ávila         | 9 novembre 1996    |
| Adjarie (République autonome)                                                     | Géorgie                    | Présidents du Conseil suprême (successifs)                 | Avtandil Beridze                       | 28 octobre 2012    |
| Adjarie (République autonome)                                                     | Géorgie                    | Présidents du Conseil suprême (successifs)                 | Mikheil Makharadze                     | 20 juillet 2004    |
| Adjarie (République autonome)                                                     | Géorgie                    | Chefs du gouvernement (successifs)                         | Archil Khabadze                        | 30 octobre 2012    |
| Adjarie (République autonome)                                                     | Géorgie                    | Chefs du gouvernement (successifs)                         | Levan Varshalomidze                    | 20 juillet 2004    |
| Athos (République monastique autonome)                                            | Grèce                      | Chefs de l'État (successifs)                               | Dimítris Avramópoulos                  | 21 juin 2012       |
| Athos (République monastique autonome)                                            | Grèce                      | Chefs de l'État (successifs)                               | Petros G. Molyviatis                   | 17 may 2012        |
| Athos (République monastique autonome)                                            | Grèce                      | Chefs de l'État (successifs)                               | Stavros Dimas                          | 11 novembre 2011   |
| Athos (République monastique autonome)                                            | Grèce                      | Gouverneur civil,                                          | Aristos Kasmiroglou                    | 31 mai 2010        |
| Athos (République monastique autonome)                                            | Grèce                      | Leader spirituel                                           | Bartholomée Ier                        | 22 octobre 1991    |
| Athos (République monastique autonome)                                            | Grèce                      | Protos (successifs)                                        | geron Maximos (Monastère d'Iveron)     | 14 juin 2012       |
| Athos (République monastique autonome)                                            | Grèce                      | Protos (successifs)                                        | geron Barnabas (Monastère de Vatopedi) | 14 juin 2011       |
| Åland (État associé finlandais)                                                   | Finlande                   | Gouverneur                                                 | Peter Lindbäck                         | 5 mars 1999        |
| Åland (État associé finlandais)                                                   | Finlande                   | Premier ministre                                           | Camilla Gunell                         | 25 novembre 2011   |
| Barbuda (Dépendance d'Antigua-et-Barbuda)                                         | Antigua-et-Barbuda         | Gouverneur général                                         | Dame Louise Lake-Tack                  | 17 juillet 2007    |
| Barbuda (Dépendance d'Antigua-et-Barbuda)                                         | Antigua-et-Barbuda         | Premier ministre                                           | Baldwin Spencer                        | 24 mars 2004       |
| Barbuda (Dépendance d'Antigua-et-Barbuda)                                         | Antigua-et-Barbuda         | Président du Conseil de Barbuda                            | Kelvin Punter                          | 31 mars 2009       |
| Bougainville (îles de) (Région autonome)                                          | Papouasie-Nouvelle-Guinée  | Reine de PNG                                               | Élisabeth II                           | 16 septembre 1975  |
| Bougainville (îles de) (Région autonome)                                          | Papouasie-Nouvelle-Guinée  | Gouverneur général                                         | Michael Ogio                           | 20 décembre 2010   |
| Bougainville (îles de) (Région autonome)                                          | Papouasie-Nouvelle-Guinée  | Président                                                  | John Momis                             | 10 janvier 2010    |
| Bougainville (îles de) (Région autonome)                                          | Papouasie-Nouvelle-Guinée  | Vice-président                                             | Patrick Nisira                         | 10 juin 2010       |
| Îles Canaries (Communauté autonome d'Espagne)                                     | Espagne                    | Roi                                                        | Juan Carlos Ier                        | 22 novembre 1975   |
| Îles Canaries (Communauté autonome d'Espagne)                                     | Espagne                    | Déléguée du gouvernement espagnol                          | María del Carmen Hernández Bento       | 31 décembre 2011   |
| Îles Canaries (Communauté autonome d'Espagne)                                     | Espagne                    | Président du gouvernement                                  | Paulino Rivero                         | 13 juillet 2007    |
| Carriacou et La Petite Martinique (Dépendance de Grenade)                         | Grenade                    | Gouverneur général                                         | Carlyle Glean                          | 27 novembre 2008   |
| Carriacou et La Petite Martinique (Dépendance de Grenade)                         | Grenade                    | Premier ministre                                           | Tillman Thomas                         | 9 juillet 2008     |
| Carriacou et La Petite Martinique (Dépendance de Grenade)                         | Grenade                    | Ministre des Affaires de Carriacou et de Petite Martinique | George Prime                           | 9 juillet 2008     |
| Ceuta (Ville autonome espagnole)                                                  | Espagne                    | Roi                                                        | Juan Carlos Ier                        | 22 novembre 1975   |
| Ceuta (Ville autonome espagnole)                                                  | Espagne                    | Délégué du gouvernement                                    | Francisco Antonio González Pérez       | 31 décembre 2011   |
| Ceuta (Ville autonome espagnole)                                                  | Espagne                    | Maire-président                                            | Juan Jesús Vivas Lara                  | 7 février 2001     |
| Crimée (République autonome)                                                      | Ukraine                    | Président                                                  | Viktor Ianoukovytch                    | 25 février 2010    |
| Crimée (République autonome)                                                      | Ukraine                    | Représentant du président de l'Ukraine                     | Viktor Plakida                         | 28 février 2012    |
| Crimée (République autonome)                                                      | Ukraine                    | Président du Parlement                                     | Volodymyr Konstantynov                 | 17 mars 2010       |
| Crimée (République autonome)                                                      | Ukraine                    | Premier ministre                                           | Anatolii Mogilev                       | 11 novembre 2011   |
| Cyrénaïque (Région autonome auto-proclamé)                                        | Libye                      | Chef du Conseil de Transition de Cyrénaïque                | Ahmed al-Senussi                       | 6 mars 2012        |
| Féroé (îles) (Région autonome)                                                    | Royaume de Danemark        | Reine                                                      | Marguerite II de Danemark              | 14 janvier 1972    |
| Féroé (îles) (Région autonome)                                                    | Royaume de Danemark        | Haut commissaire                                           | Dan M. Knudsen                         | 1er janvier 2008   |
| Féroé (îles) (Région autonome)                                                    | Royaume de Danemark        | Løgmaður                                                   | Kaj Leo Johannesen                     | 26 septembre 2008  |
| Gagaouzie (district autonome de Moldavie)                                         | Moldavie                   | Gouverneur                                                 | Mihail Formuzal                        | 29 décembre 2006   |
| Galapagos (Province de l'Équateur)                                                | Équateur                   | Gouverneur                                                 | Jorge Alfredo Torres Pallo             | 18 septembre 2008  |
| Galapagos (Province de l'Équateur)                                                | Équateur                   | Président du Conseil de gouvernement avec régime spécial   | Jorge Alfredo Torres Pallo             | 11 octobre 2011    |
| Groenland (Région autonome)                                                       | Royaume de Danemark        | Reine                                                      | Marguerite II de Danemark              | 14 janvier 1972    |
| Groenland (Région autonome)                                                       | Royaume de Danemark        | Haut commissaire                                           | Mikaela Engell                         | 1er avril 2011     |
| Groenland (Région autonome)                                                       | Royaume de Danemark        | Premier ministre                                           | Kuupik Kleist                          | 12 juin 2009       |
| Haut-Badakhchan (province autonome)                                               | Tadjikistan                | Président du Comité exécutif                               | Kadyr Kasymov                          | 25 novembre 2006   |
| Hong Kong (Région administrative spéciale)                                        | Chine                      | Chefs de l'exécutif (successifs)                           | Leung Chun-ying                        | 1er juillet 2012   |
| Hong Kong (Région administrative spéciale)                                        | Chine                      | Chefs de l'exécutif (successifs)                           | Donald Tsang                           | 16 juin 2005       |
| Karakalpakstan (province autonome)                                                | Ouzbékistan                | Président du Parlement                                     | Musa Yerniyazov                        | 2 mai 2002         |
| Karakalpakstan (province autonome)                                                | Ouzbékistan                | Premier ministre                                           | Bakhodir Yangiboyev                    | 3 mars 2006        |
| Kurdistan (Région autonome)                                                       | Irak                       | Président du gouvernement régional autonome                | Massoud Barzani                        | 14 juin 2005       |
| Kurdistan (Région autonome)                                                       | Irak                       | Premiers ministres (successifs)                            | Netchirvan Barzani                     | 7 mars 2012        |
| Kurdistan (Région autonome)                                                       | Irak                       | Premiers ministres (successifs)                            | Barham Salih                           | 1er septembre 2009 |
| Kurdistan (Région autonome)                                                       | Irak                       | Vice-président                                             | Kosrat Rasul Ali                       | 14 juin 2005       |
| Macao (Région administrative spéciale)                                            | Chine                      | Chef de l'exécutif                                         | Fernando Chui Sai On                   | 20 décembre 2009   |
| Madère (Région autonome portugaise)                                               | Portugal                   | Représentant de la République                              | Irineu Cabral Barreto                  | 11 avril 2011      |
| Madère (Région autonome portugaise)                                               | Portugal                   | Président du Gouvernement                                  | Alberto João Jardim                    | 17 mars 1978       |
| Madère (Région autonome portugaise)                                               | Portugal                   | Vice-président du Gouvernement                             | João Cunha e Silva                     | ?                  |
| Melilla (Ville autonome espagnole)                                                | Espagne                    | Roi                                                        | Juan Carlos Ier                        | 22 novembre 1975   |
| Melilla (Ville autonome espagnole)                                                | Espagne                    | Délégué du gouvernement                                    | Abdelmalik El Barkani                  | 31 décembre 2011   |
| Melilla (Ville autonome espagnole)                                                | Espagne                    | Maire-président                                            | Juan José Imbroda Ortiz                | 19 juillet 2000    |
| Mindanao musulman (Région autonome des Philippines)                               | Philippines                | Gouverneur                                                 | Mujiv Hataman (officier responsable)   | 22 décembre 2011   |
| Mindanao musulman (Région autonome des Philippines)                               | Philippines                | Vice-gouverneur                                            | Hadja Bainon Karon                     | 22 décembre 2011   |
| Nakhitchevan (Région autonome)                                                    | Azerbaïdjan                | Présidents du Conseil suprême                              | Vasif Talıbov                          | 16 décembre 1995   |
| Nakhitchevan (Région autonome)                                                    | Azerbaïdjan                | Premier ministre                                           | Alovsat Bakhshiyev                     | 2000               |
| Niévès (Île autonome)                                                             | Saint-Christophe-et-Niévès | Reine                                                      | Élisabeth II                           | 6 février 1952     |
| Niévès (Île autonome)                                                             | Saint-Christophe-et-Niévès | Vice-gouverneur général                                    | Eustace John                           | 1992               |
| Niévès (Île autonome)                                                             | Saint-Christophe-et-Niévès | Premier ministre                                           | Joseph Parry                           | 11 juillet 2006    |
| Îles du Prince-Édouard (Archipel inhabité et isolé rattaché à la ville de Le Cap) | Afrique du Sud             | Président de la République                                 | Jacob Zuma                             | 9 mai 2009         |
| Îles du Prince-Édouard (Archipel inhabité et isolé rattaché à la ville de Le Cap) | Afrique du Sud             | Maire du Cap                                               | Patricia de Lille                      | 1er juin 2011      |
| Îles du Prince-Édouard (Archipel inhabité et isolé rattaché à la ville de Le Cap) | Afrique du Sud             | Directeur de l’Antarctique et des Îles                     | Henry Valentine                        | .../2003           |
| Principe (Région auto-gouvernée)                                                  | Sao Tomé-et-Principe       | Président de la République                                 | Manuel Pinto da Costa                  | 3 septembre 2011   |
| Principe (Région auto-gouvernée)                                                  | Sao Tomé-et-Principe       | Premiers ministres (successifs)                            | Gabriel Costa                          | 12 décembre 2012   |
| Principe (Région auto-gouvernée)                                                  | Sao Tomé-et-Principe       | Premiers ministres (successifs)                            | Patrice Trovoada                       | 14 août 2010       |
| Principe (Région auto-gouvernée)                                                  | Sao Tomé-et-Principe       | Président du gouvernement régional de Principe             | José Cardoso Cassandra                 | 5 octobre 2006     |
| Rodrigues (île autonome)                                                          | Maurice                    | Présidents de la République (successifs)                   | Rajkeswur Purryag                      | 21 juillet 2012    |
| Rodrigues (île autonome)                                                          | Maurice                    | Présidents de la République (successifs)                   | Monique Ohsan Bellepeau(par intérim)   | 31 mars 2012       |
| Rodrigues (île autonome)                                                          | Maurice                    | Présidents de la République (successifs)                   | Anerood Jugnauth                       | 7 octobre 2003     |
| Rodrigues (île autonome)                                                          | Maurice                    | Chefs Commissaires (successifs)                            | Louis Serge Clair                      | 11 février 2012    |
| Rodrigues (île autonome)                                                          | Maurice                    | Chefs Commissaires (successifs)                            | Gaëtan Jhabeemissur                    | 7 janvier 2011     |
| Rodrigues (île autonome)                                                          | Maurice                    | Directeurs Généraux (successifs)                           | Jacques Davis Hee Hong Wye             | 13 février 2012    |
| Rodrigues (île autonome)                                                          | Maurice                    | Directeurs Généraux (successifs)                           | Joseph Ah-Leong Chang-Siow             | 24 août 2010       |
| Tobago (Région autonome)                                                          | Trinité-et-Tobago          | Président de Trinité-et-Tobago                             | George Maxwell Richards                | 11 février 2008    |
| Tobago (Région autonome)                                                          | Trinité-et-Tobago          | Secrétaire en chef                                         | Orville London                         | 29 janvier 2001    |
| Zanzibar                                                                          | Tanzanie                   | Président                                                  | Ali Mohamed Shein                      | 3 novembre 2010    |
| Zanzibar                                                                          | Tanzanie                   | Vice-présidents (2)                                        | Seif Sharif Hamad                      | 3 novembre 2010 ?  |
| Zanzibar                                                                          | Tanzanie                   | Vice-présidents (2)                                        | Seif Ali Iddi                          | 3 novembre 2010 ?  |

## Autres territoires indépendants de facto
| Territoires et statut                         | Partie de               | Fonction                                           | Nom                                                                  | Depuis le                    |
| --------------------------------------------- | ----------------------- | -------------------------------------------------- | -------------------------------------------------------------------- | ---------------------------- |
| Azad Cachemire (gouvernement pro-pakistanais) | Inde Jammu-et-Cachemire | Président                                          | Sardar Mohammad Yaqoob Khan                                          | 25 août 2011                 |
| Azad Cachemire (gouvernement pro-pakistanais) | Inde Jammu-et-Cachemire | Premier ministre                                   | Chaudhry Abdul Majeed                                                | 26 juillet 2011              |
| Azawad (gouvernement indépendantiste touareg) | Mali                    | Présidents (successifs)                            | Mahamadou Djeri Maiga (président par intérim du Conseil Intérimaire) | 26 juin 2012-12 juillet 2012 |
| Azawad (gouvernement indépendantiste touareg) | Mali                    | Présidents (successifs)                            | Belal Ag Charif (président du Conseil Intérimaire)                   | 15 juin 2012                 |
| Azawad (gouvernement indépendantiste touareg) | Mali                    | Présidents (successifs)                            | Mahmoud Ag Aghaly (président du comité exécutif - MNLA)              | 6 avril 2012                 |
| Azawad (gouvernement indépendantiste touareg) | Mali                    | Vice-président                                     | Mahamadou Djeri Maiga (vice-président du Conseil Intérimaire)        | 15 juin 2012                 |
| Gilgit-Baltistan (gouvernement pakistanais)   | Inde Jammu-et-Cachemire | Gouverneur                                         | Pir Karam Ali Shah                                                   | 26 janvier 2011              |
| Gilgit-Baltistan (gouvernement pakistanais)   | Inde Jammu-et-Cachemire | Ministre en chef                                   | Syed Mehdi Shah                                                      | 12 décembre 2009             |
| Haut-Karabagh (gouvernement pro-arménien)     | Azerbaïdjan             | Président                                          | Bako Sahakian                                                        | 7 septembre 2007             |
| Haut-Karabagh (gouvernement pro-arménien)     | Azerbaïdjan             | Premier ministre                                   | Arayik Haroutiounian                                                 | 14 septembre 2007            |
| Puntland (Région autonome)                    | Somalie                 | Président                                          | Abdirahman Mohamed Farole                                            | 8 janvier 2009               |
| Puntland (Région autonome)                    | Somalie                 | Vice-président                                     | Abdisamad Ali Shire                                                  | 2009                         |
| Somaliland (indépendance auto-proclamée)      | Somalie                 | Président                                          | Ahmed Mohamed Silanyo                                                | 27 juillet 2010              |
| Somaliland (indépendance auto-proclamée)      | Somalie                 | Vice-président                                     | Abdirahman Saylici                                                   | juillet 2010                 |
| Transnistrie (République autonome)            | Moldavie                | Président                                          | Yevgeny Shevchuk                                                     | 30 décembre 2011             |
| Transnistrie (République autonome)            | Moldavie                | Premier ministre                                   | Pyotr Stepanov                                                       | 18 janvier 2012              |
| Waziristan (Zones tribales, de non-droit)     | Pakistan                | Chef présumé du Mouvement des Talibans du Pakistan | Hakimullah Mehsud                                                    | août 2009                    |

## Gouvernements en exil et/ou alternatifs
| Pays ou territoire                                                                                                  | Partie de   | Fonction                                 | Nom                             | Depuis (le)      |
| --- | ----------- | ---------------------------------------- | ------------------------------- | ---------------- |
| Abkhazie (Gouvernement pro-géorgien)                                                                                | Géorgie     | Président du Conseil suprême             | Elguja Gvazava                  | 20 mars 2009     |
| Abkhazie (Gouvernement pro-géorgien)                                                                                | Géorgie     | Premier ministre                         | Giorgi Baramia                  | 19 juin 2009     |
| Bande de Gaza (Gouvernement du Hamas)                                                                               | Palestine   | Président                                | Abdel Aziz Doweik (par intérim) | 15 janvier 2009  |
| Bande de Gaza (Gouvernement du Hamas)                                                                               | Palestine   | Premier ministre                         | Ismaël Haniyeh                  | 14 juin 2007     |
| République populaire biélorusse (Gouvernement en exil à Toronto)                                                    | Biélorussie | Présidente de la Rada                    | Ivonka Survilla                 | 1997             |
| Estonie (Successeur du gouvernement en exil de la période soviétique à Nõmme)                                       | Estonie     | Président                                | Kalev Ots                       | 28 novembre 2003 |
| Estonie (Successeur du gouvernement en exil de la période soviétique à Nõmme)                                       | Estonie     | Premier ministre                         | Ahti Mänd                       | 7 décembre 2003  |
| Kosovo (Administration serbe)                                                                                       | -           | Préfet du district du Kosovo             | Goran Arsic                     | 13 décembre 2007 |
| Kosovo (Assemblée du Kosovo-et-Métochie)                                                                            | -           | Président du Conseil                     | Dragan Velic                    | 3 septembre 2006 |
| Kosovo (Assemblée du Kosovo-et-Métochie)                                                                            | -           | Présidente du bureau exécutif du Conseil | Rada Trajkovic                  | 3 septembre 2006 |
| Moluques-du-Sud | Indonésie   | Président                                | John Wattilete                  | 17 avril 2010    |
| Ossétie du Sud (Entité provisoire d'Ossétie du Sud)                                                                 | Géorgie     | Chef de l’administration provisoire      | Dmitri Sanakoïev                | 10 mai 2007      |
| Coalition nationale des forces de l'opposition et de la révolution (Autorité politique de transition en opposition) | Syrie       | Président                                | Mouaz al-Khatib                 | 11 novembre 2012 |
| Coalition nationale des forces de l'opposition et de la révolution (Autorité politique de transition en opposition) | Syrie       | Vice-présidents (2)                      | Riad Seif                       | 11 novembre 2012 |
| Coalition nationale des forces de l'opposition et de la révolution (Autorité politique de transition en opposition) | Syrie       | Vice-présidents (2)                      | Souheïr Al Atassi               | 11 novembre 2012 |
| Coalition nationale des forces de l'opposition et de la révolution (Autorité politique de transition en opposition) | Syrie       | Premier ministre                         |                                 |                  |
| Tchétchénie (Émirat du Caucase)                                                                                     | Russie      | Émir                                     | Dokou Oumarov                   | 11 octobre 2007  |
| Tchétchénie (Itchkérie)                                                                                             | Russie      | Président                                | Akhmed Zakaïev                  | 23 novembre 2007 |
| Tibet | Chine       | Dalaï Lama                               | Tenzin Gyatso                   | 25 août 1939     |
| Tibet | Chine       | Président du Cabinet                     | Lobsang Sangay                  | 8 août 2011      |

#### Listes chronologiques de chefs d'État et dirigeants nationaux
- Liste des chefs de l'exécutif par État en 2011
- Liste des chefs de l'exécutif par État en 2013
- Liste des dirigeants actuels des États

#### Listes thématiques de ministres
- Liste des ministres des affaires étrangères
- Liste des ministres de la défense
- Liste des ministres des finances
- Liste des ministres de l'Intérieur
- Liste des ministres de la Justice

#### Autres listes de personnalités
- Liste des présidents d'assemblée parlementaire
- Liste des dirigeants des États et communautés traditionnels
- Liste des principaux dirigeants locaux

#### Listes de territoires
- Listes thématiques de pays
- Liste des dépendances et territoires à souveraineté spéciale

#### Divers
- Mode de désignation du chef d'État et du Parlement par pays